# Claudio Castagnoli
Claudio Castagnoli (Lucerna; 27 de diciembre de 1980) es un luchador profesional suizo. Actualmente trabaja para All Elite Wrestling bajo su nombre real. Fue anteriormente conocido por su trabajo para la WWE, donde compitió bajo el nombre de Cesaro (acortado de su anterior nombre Antonio Cesaro). Además, trabajó para Ring of Honor (ROH) y en varias promociones del circuito independiente, incluidas Pro Wrestling Guerrilla (PWG), Combat Zone Wrestling (CZW), y Pro Wrestling NOAH.
Castagnoli ha sido cinco veces campeón mundial, al obtener en dos ocasiones el Campeonato Mundial Unificado de Lucha Libre de wXw, una ocasión el Campeonato Mundial de PWG y dos ocasiones el Campeonato Mundial de ROH. Además, es un destacado luchador de equipo, siendo dos veces Campeón Mundial en Parejas de ROH con su compañero Chris Hero como The Kings of Wrestling (donde su reinado de 364 días como campeones es el más largo en la historia de la compañía). Dentro de la WWE, es un siete veces campeón en parejas, incluyendo dos reinados como Campeón en Parejas de SmackDown y cinco reinados con los Campeonatos en Parejas de WWE (Raw), compartiendo un reinado con Tyson Kidd y cuatro reinados con Sheamus como parte de su equipo The Bar. También ha ganado varios títulos en parejas independientes tanto con Hero como con Ares como Swiss Money Holding, como los Campeonatos en Parejas de Chikara, los Campeonatos en Parejas de JCW y los Campeonatos Mundiales en Parejas de CZW. Castagnoli y Hero fueron votados como el Equipo del Año 2010 por los lectores del Wrestling Observer Newsletter. 
También tuvo éxito como luchador individual, ganó el Campeonato de Estados Unidos de la WWE y el inaugural André the Giant Memorial Battle Royal en WrestleMania XXX, junto con numerosos títulos independientes, como el Campeonato Mundial de PWG.

## Primeros años
Claudio Castagnoli nació en Lucerna el 27 de diciembre de 1980. Fue un deportista capaz en su juventud, siendo un entusiasta participante en el tenis, el fútbol y el baloncesto, deportes que aún sigue practicando en la actualidad.

## Carrera

### Europa (2000-2004)
Castagnoli recibió su entrenamiento inicial en su tierra natal Suiza de parte de su compatriota SigMasta Rappo, e hizo su debut el 24 de diciembre de 2000 en Essen, en la empresa alemana westside Xtreme wrestling. Castagnoli utilizó un gimmick japonés, antes de volverse un banquero suizo junto a Ares, conocidos colectivamente como "Swiss Money Holding" (SMH).
Mientras luchaba en Inglaterra, Castagnoli recibió entrenamiento de Dave Taylor. En Suiza, Castagnoli conoció a Chris Hero y Mike Quackenbush, quienes habían invitado a SMH a luchar en los Estados Unidos. Ellos compitieron en IWA Mid-South y Chikara y recibieron entrenamiento de Hero antes de volver a Europa. En 2004, Castagnoli recibió una Tarjeta de Residencia Permanente de los Estados Unidos en una lotería, se mudó a EE. UU. e hizo apariciones regulares en Ring of Honor y Chikara, mientras que Ares se quedó en Suiza, formando la nueva versión de Swiss Money Holding con Marc Roudin.

### Chikara (2003–2011)

#### 2003–2008
Estagnoli & Ares hicieron su debut en Chikara el 7 de mayo de 2003 en el 2003 Tag World Grand Prix, pero fueron eliminados al empatar en su lucha contra the SuperFriends (Chris Hero & Mike Quackenbush). Castagnoli volvió en 2004 como uno de los miembros del stable de Larry Sweeney Sweet 'n' Sour International. El año siguiente, Castagnoli hizo pareja con Arik Cannon, siendo conocidos como AC/DC. La pareja participó en el 2005 Tag World Grand Prix, ganando el torneo al derrotar a la pareja de Hero & Quackenbush, ya que Hero traicionó a su compañero durante el combate. Juntos, Castagnoli, Cannon & Hero formaron un stable conocido como the Kings of Wrestling. Cannon dejó la empresa a finales de 2005 y, junto a Hero, participaron en el 2006 Tag World Grand Prix. Durante el torneo, derrotaron a Equinox & Hydra, Sumie Sakai & RANMARU, the North Star Express (Ryan Cruz & Darin Corbin), Incoherence (Hallowicked & Delirious) y, en la final, a Team Dragondoor (Skayde & Milano Collection A.T.), convirtiéndose en los primeros Chikara Campeones de Parejas. El 17 de noviembre de 2006, en el evento Brick, perdieron los títulos ante Team F.I.S.T. (Icarus & Gran Akuma) en un 2 out of 3 falls match. Además, tras la lucha, Hero se unió al Team F.I.S.T. y atacaron a Castagnoli.

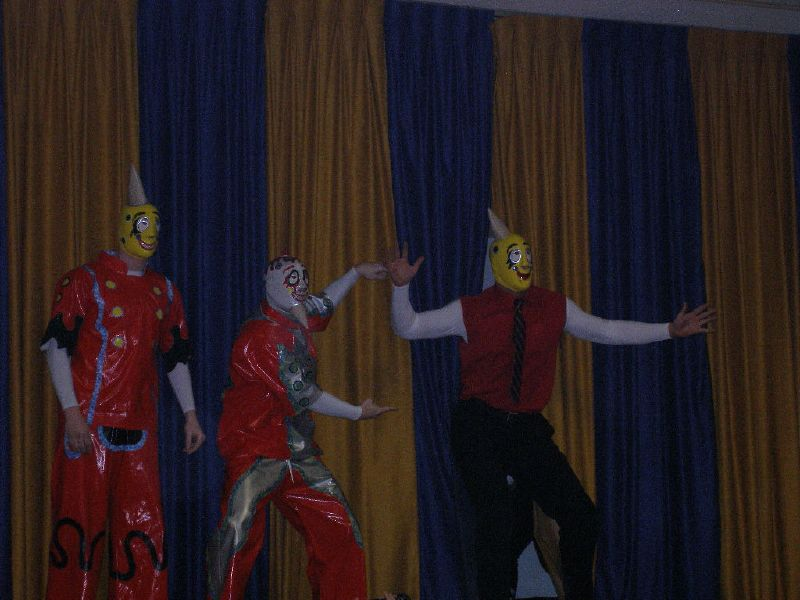
Castagnoli (derecha), a su regreso a Chikara, como Very Mysterious Ice Cream, junto a Ice Cream, Jr. (izquierda) y El Hijo del Ice Cream

Castagnoli hizo su regreso a Chikara el 16 de febrero de 2007 bajo el personaje enmascarado de Very Mysterious Ice Cream, como parte de Los Ice Creams. A su regreso, empezó un feudo con su antiguo compañero Chris Hero. Ambos se enfrentaron el 22 de abril de 2007 en Rey de Voladores, saliendo Hero como ganador y, por las estipulaciones del combate, Castagnoli debía de unirse a the Kings of Wrestling. Al mes siguiente, Hero, Castagnoli & Larry Sweeney se unieron a Team F.I.S.T. (Icarus, Akuma & Chuck Taylor como the Kings of Wrestling, grupo al que se unirían más adelante Mitch Ryder, Max Boyer y Shayne Hawke. El 22 de septiembre de 2007, en Cibernético & Robin the Kings of Wrestling se enfrentaron a Los Luchadores en el Torneo Cibernético match. The Kings ganaron la lucha con Hero, Castagnoli y Mitch Ryder como supervivientes, pero como la lucha solo podía acabar con un ganador, se enfrentaron entre ellos, eliminando Claudio a Hero por sumisión y a Ryder por pinfall, ganando no solo el combate, sino también su libertad. El 9 de diciembre de 2007, en Stephen Colbert > Bill O'Reilly derrotó a Hero, terminando su feudo de un año de duración. Después del combate, Hero dejó la compañía y Castagnoli se puso a cargo del Chikara Wrestle Factory, el centro de entrenamiento de Chikara.
En 2008 empezó un feudo con Brodie Lee. El 7 de septiembre derrotó a Lee en el primer Steel Cage match en la historia de Chikara. El 19 de octubre de 2008, Castagnoli ganó un 7-on-7 Global Gauntlet match, donde los luchadores de Chikara se enfrentaron a los luchadores de Big Japan Pro Wrestling.

#### 2009-2011
Participó en el King of Trios de 2009, haciendo equipo con Bryan Danielson y Dave Taylor como Team Uppercut. El trío llegó a las finales del torneo, donde fueron derrotados por F.I.S.T. (Icarus, Akuma & Taylor). Después del torneo, Eddie Kingston, cuyo equipo The Roughnecks había sido eliminado por el de Castagnoli, dijo que había sido avergonzado por él, empezado un feudo. El 24 de mayo de 2009, Kingston afirmó su superioridad técnica sobre Claudio, derrotándole esa noche con un Oklahoma roll. En la Youngs Lions Cup de 2009, Claudio le derrotó por cuenta de fuera, lo que les llevó a un "Respect Match" el 22 de noviembre de 2009, donde el derrotado tendría que mostrar su respeto al ganador. Castagnoli ganó la lucha, pero en vez de mostrarle respeto, Eddie le atacó. Al final del evento, Ares se reveló como el hombre que había estado acosando a UltraMantis Black, cambiando Claudio a rudo al atacar a Mike Quackenbush. Tras derrotar a todos los luchadores técnicos de CHIKARA, se unió a Ares, Tursas, Pinkie Sánchez, Tim Donst, Sara Del Rey & Daizee Haze para formar the Bruderschaft des Kreuzes.

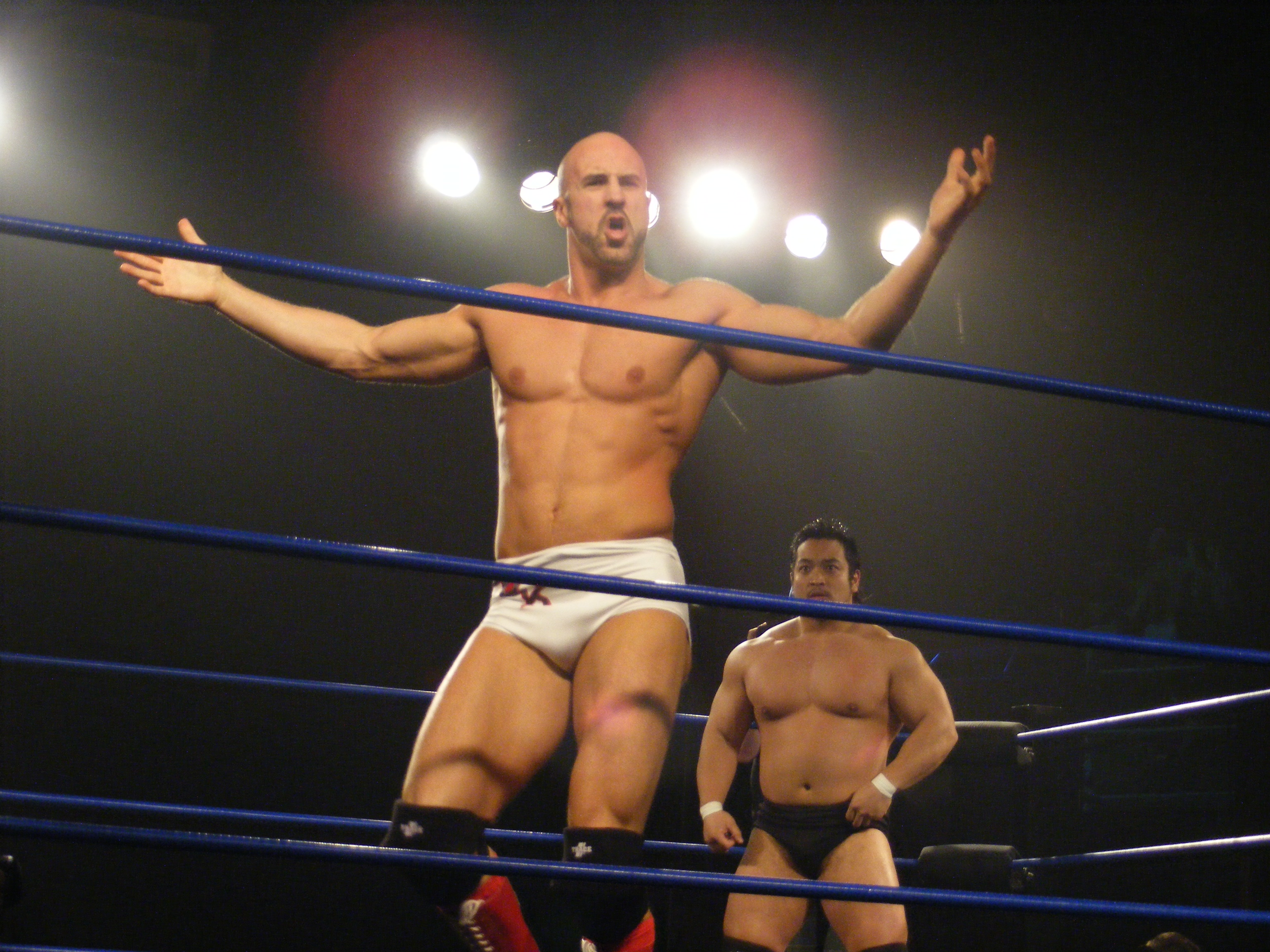
Castagnoli en el ring con Daisuke Sekimoto en abril de 2010

Después de conseguir los tres puntos necesarios para retar a los Campeones de Parejas en solo un fin de semana, Castagnoli & Ares derrotaron a The Colony (Fire Ant & Soldier Ant) el 20 de marzo de 2012, ganando los campeonatos, haciendo a Claudio el primer luchador que ganaba en dos ocasiones el título. En abril, Castagnoli, Ares & Tursas derrotaron a los equipos de The Osirian Portal (Amasis & Ophidian) & Sara Del Rey, Team Perros del Mal (El Alebrije, Cuije & El Orientál), Team Big Japan Wrestling (Daisuke Sekimoto, Kankuro Hoshino & Yuji Okabayashi) y The Colony (Fire Ant, Soldier Ant & Green Ant) para ganar el torneo King of Trios 2010. En octubre 23 Castagnoli representó a BDK en el Torneo Cibernético, donde ellos enfrentaron al equipo compuesto por los originales de Chikara. Se eliminó a sí mismo debido a que le aplicó un "Low Blow" a Eddie Kingston, pero sus planes no funcionaron cuando Kingston volvió para eliminar a Tursas y ganar el encuentro. El 12 de diciembre, Castagnoli & Ares perdieron los Campeonatos de Parejas ante Jigsaw & Mike Quackenbush.
El 3 de marzo de 2011, Castagnoli y Eddie Kingston se enfrentaron el uno al otro después de 15 meses de rivalidad, consiguiendo Castagnoli la victoria después de golpearle con una cadena. En mayo, participó en el torneo 12 Large: Summit para coronar al primer Gran Campeón de CHIKARA. Durante el evento Chikarasaurus Rex (30 y 31 de julio), se enfrentó a Mike Quackenbush el primer día y a Sara Del Rey la segunda, siendo las dos veces derrotado, atacando a Del Rey y a su compañera Daizee Haze al acabar el evento. En el siguiente evento, el 27 de agosto, fue derrotado por Icarus, siendo finalmente eliminado del torneo.

### Ring of Honor (2005–2011)

#### 2005-2007
Castagnoli hizo su debut en Ring of Honor el 16 de julio de 2005, en el evento Fate of an Angel. El resto del año, tuvo un feudo con el Campeón Puro de ROH Nigel McGuinness. En Final Battle, McGuinness derrotó a Castagnoli en una lucha por el título, por lo que, debido a las estipulaciones, Claudio no podía pelear más por el título mientras Nigel fuera el campeón. A principios de 2006, Castagnoli volvió a hacer equipo con Chris Hero, formando parte de la invasión de la Combat Zone Wrestling (CZW) a ROH, junto a otros luchadores. Castagnoli empezó como un luchador fiel a ROH, pero el 22 de abril de 2006, en The 100th Show traicionó a la compañía al ayudar a Hero, Super Dragon & Necro Butcher a derrotar al Team ROH (Samoa Joe, B.J. Whitmer & Adam Pearce). El 15 de julio de 2006 en Death Before Dishonor 4, el Team ROH derrotaron a Castagnoli, Hero, Necro Butcher, Nate Webb & Eddie Kingston en un Cage of Death match, finalizando el feudo. Sin embargo, como tenía un contato con ROH antes del feudo con CZW, se mantuvo en la empresa, a diferencia de los luchadores de CZW, quienes fueron despedidos. A pesar de eso, Hero regresó a la empresa durante una gira en agosto por Reino Unido y el 16 de septiembre de 2006 se reveló que Claudio y Hero habían robado los Campeonatos Mundiales por Parejas de ROH de Austin Aries & Roderick Strong, olbigándoles a luchar por ellos. En esa lucha, la cual tuvo lugar en Glory by Honor V Night 2, Kings of Wrestling derrotaron a Aries & Strong, ganando su primer campeonato en la empresa.
Al saberse que la World Wrestling Entertainment (WWE) estaba mostrando interés en Castagnoli, the Kings of Wrestling perdieron el Campeonato Mundial en Parejas de ROH ante Christopher Daniels & Matt Sydal el 25 de noviembre de 2006, en el evento Dethroned. El 23 de diciembre en Final Battle, the Briscoe Brothers (Jay & Mark) derrotaron a Castagnoli & Hero en la que iba a ser su última lucha juntos. Al acabar la lucha, Castagnoli anunció que no iba a dejar la empresa y que no disolvería KoW. Sin embargo, el mánager de Hero, Larry Sweeney, anunció que ya les había traicionado al aceptar el contrato, por lo que seguirían un camino separado.
Participó en el primer pay-per-view de la empresa Respect is Earned el 12 de mayo de 2007, donde fue derrotado junto a Matt Sydal por los Briscoe Brothers en un combate por los Campeonatos Mundiales en Parejas de ROH. Tras esto, le dieron otra oportunidad con un compañero de su elección, escogiendo a Chris Hero, pero el 9 de junio volvieron a ser derrotados.
Luego participó en un torneo de dos noches llamado Race to the Top Tournament, derrotando a Hallowicked (1.ª ronda), Mike Quackenbush(cuartos de final), Jack Evans(semifinales) y El Generico (final). En Death Before Dishonor V: Night One se enfrentó a Takeshi Morishima por el Campeonato Mundial de ROH, pero perdió. Tuvo una segunda oportunidad, pero volvió a perder. El 2 de diciembre de 2007, un año después de que Hero le abandonara, se enfrentaron en el segundo PPV de ROH, Rising Above, donde si Claudio ganaba, conseguiría pasar 5 minutos con Larry Sweeney, pero si perdía se tendría que unir a Sweet 'n' Sour Inc. Castagnoli ganó el combate, pero fue derrotado por Sweeney la noche siguiente en Final Battle, cuando el miembro de Sweet & Sour, Inc. Daniel Puder interfirió en la lucha.

#### 2008-2011

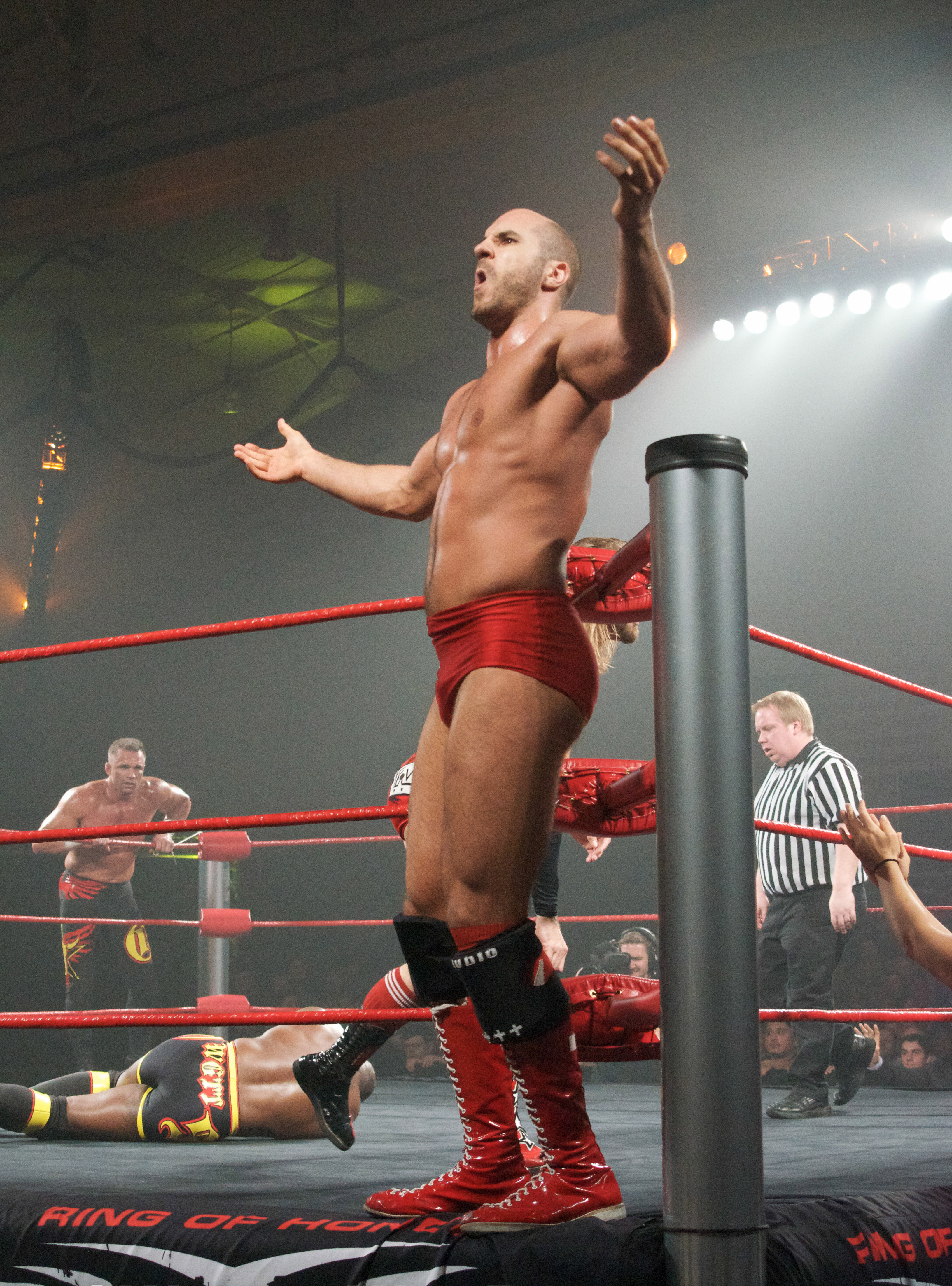
Castagnoli, haciendo su entrada en un evento de ROH en 2011.

El 26 de julio de 2008, tuvo una oportunidad por el Campeonato Mundial de ROH ante Nigel McGuinness, pero volvió a ser derrotado. El 2 de agosto tuvo otra oportunidad en un combate contra McGuinnes, Bryan Danielson y Tyler Black, pero fue el primer eliminado por Danielson, lo que hizo que le atacara, siendo Danielson eliminado por el campeón, cambiando a heel. Entonces, Claudio empezó a referirse a sí mismo como "Very European", uniéndose al equipo de Prince Nana The Embassy, empezando un feudo con Brent Albright.
En Final Battle, el primer PPV en directo de ROH, fue derrotado por Albright. Más tarde en ese evento, se unió a Hero para atacar a los nuevos Campeones Mundiales en Parejas de ROH the Briscoe Brothers, rehaciendo Kings of Wrestling. A ellos se les unieron Shane Hagadorn como su mánager y Sara Del Rey como su acompañante. El 3 de abril de 2010, en The Big Bang, derrotaron a the Briscoes ganando por segunda vez los Campeonatos Mundiales en Parejas de ROH. En Death Before Dishonor VIII, the Briscoes tuvieron su revancha, pero fueron derrotados en un No Disqualification match. En julio se anunció el regreso de las Tag Wars, donde 20 equipos competirían en tres bloques para determinar cuál se enfrentaría a KoW por los campeonatos en la final. El 28 de agosto, derrotaron a The Dark City Fight Club (Jon Davis & Kory Chavis), The All Night Express (Kenny King & Rhett Titus) y the Briscoes en la final, ganando el Tag Wars y reteniendo los títulos. On En Glory By Honor IX, consiguieron derrotar a los debutantes Wrestling's Greatest Tag Team (Charlie Haas & Shelton Benjamin) en una lucha no titular. En Final Battle, the Kings of Wrestling terminaron su feudo con the Briscoe Brothers en una lucha de 3 contra 3, donde Hero, Claudo & Hagadorn fueron derrotados por Mark, Jay y su padre, Papa Briscoe. En el 9th Anniversary Show, volvieron a retener sus títulos ante The All Night Express en el primer combate entre ambas parejas. Sin embargo, el 1 de abril en Honor Takes Center Stage Chapter 1, Haas & Benjamin les derrotaron, perdiendo los campeonatos. Tuvieron su revancha el 13 de agosto de 2011 en las primeras grabaciones de Ring of Honor estling patrocinada por the Sinclair Broadcast Group, pero fueron derrotados. Tras esto, KoW abandonaron la empresa al ser contratados por la WWE.

### Combat Zone Wrestling (2004–2006)
A finales de 2004, Castagnoli hizo su debut en la Combat Zone Wrestling, donde reformó junto a Chris Hero su pareja de Kings of Wrestling. El 10 de septiembre de 2005 derrotaron a The Tough Crazy Bastards (Necro Butcher & Toby Klein), ganando el Campeonato Mundial en Parejas de la CZW. Durante su reinado, empezaron un feudo con BLKOUT, perdiendo los títulos ante Eddie Kingston & Joker.
En septiembre, los títulos quedaron vacantes cuando Joker dejó la empresa, por lo que se organizó un torneo para designar a unos nuevos campeones. El 14 de octubre de 2006, en Last Team Standing Castagnoli & Hero derrotaron a Human Tornado & Justice Pain en las finales del torneo, consiguiendo los títulos. Con esta victoria, Castagnoli & Hero consiguieron tener al mismo tiempo los campeonatos en parejas de las compañías independientes estadounidenses más prestigiosas (CZW, Chikara y ROH).
Al enterarse de que la WWE estaba interesada en Castagnoli, perdieron los títulos ante the BLKOUT (Sabian & Robbie Mireno) el 11 de noviembre de 2006.

### Pro Wrestling Guerrilla (2005–2008, 2010–2011)
El 6 de agosto de 2005, Castagnoli hizo su debut en la Pro Wrestling Guerrilla, perdiendo ante Joey Ryan. El 2 de septiembre de 2006, participó en el su primer torneo Battle of Los Angeles, pero fue eliminado en la primera ronda por Jack Evans. El 21 de octubre de 2006, en Horror Business Castagnoli & Hero intentaron derrotar a los Campeones Mundiales en Parejas de la PWG para obtener cuatro campeonatos de parejas a la vez, pero fueron derrotados por Super Dragon & Davey Richards. Tuvieron otra oportunidad por los títulos en el torneo DDT 4, pero fueron derrotados en la primera ronda por the Briscoes. En agosto de 2007, Castagnoli participó en el Battle of Los Angeles, donde derrotó a Doug Williams en la primera ronda, pero perdió ante PAC en la segunda.
A finales de 2007, Hero empezó un feudo con Human Tornado y cuando su compañero, Eddie Kingston, le traicionó, escogió a Castagnoli como su compañero. Sin embargo, Claudio también el traicionó durante un combate, cambiando a heel y alineándose con Tornado y Kingston. El 5 de enero de 2008, en All Star Weekend 6 - Night One Tornado, Castagnoli & Kingston derrotaron a Hero, Necro Butcher & Candice LeRae, obteniendo Tornado un combate con LeRae. El 21 de marzo de 2008, Hero derrotó a Castagnoli en una lucha de ajuste de cuentas. El 6 de julio de 2008, en el evento del octavo aniversario de la PWG Life During Wartime, derrotó a Phoenix Star, saliendo de la empresa poco después.
Participó en el torneo anual Battle of Los Angeles el 4 de septiembre, donde llegó a las semifinales al derrotar a Ricochet yRoderick Strong, pero perdió ante el ganador del torneo Joey Ryan. Debido a que el campeón Mundial de PWG Davey Richards no podía defender el campeonato, se dejó vacante y Claudio, junto a los otros tres semi-finalistas del torneo (Brandon Gatson, Chris Hero y Joey Ryan), se enfrentaron en un combate para coronar un nuevo campeón. La lucha tuvo lugar el 9 de octubre de 2010 en The Curse of Guerrilla Island, donde Castagnoli derrotó a Gatson, Hero y Ryan, ganando el título, su mayor título individual en los Estados Unidos. En el evento siguiente el 11 de diciembre, Castagnoli & Hero se iban a enfrentar a los Campeones Mundiales por Parejas de la PWG ¡Peligro Abejas! (El Generico & Paul London) en una lucha no titular, pero antes del combate, acordaron que el combate sería por los títulos con la condición de que si Kings of Wrestling perdían, le daría una oportunidad por el Campeonato Mundial al que realizara el pinfall. Al final, Kings of Wrestling perdieron, por lo que El Generico obtuvo un combate por el título. El 29 de enero de 2011 en WrestleReunion 5, defendió con éxito por primera vez el título ante El Generico. El 4 de marzo de 2011, Kings of Wrestling participaron en el torneo DDT 4, derrotando a the Cutler Brothers (Brandon & Dustin Cutler) en la primera ronda, pero fueron derrotados en la siguiente ronda por Akira Tozawa & Kevin Steen.
El 9 de abril, retuvo con éxito su título ante el ganador del torneo Battle of Los Angeles Joey Ryan. El 27 de mayo, durante la primera noche de All Star Weekend 8, retuvo el título ante su compañero Chris Hero y la siguiente noche lo retuvo ante Low Ki. El 23 de julio, durante el octavo aniversario de la PWG, derrotó a Hero en la revancha. Después de su victoria, Kevin Steen le retó a un combate por el título, siendo derrotado y perdiendo el campeonato.

### Otras independientes
En noviembre de 2006, se enfrentó a Antonio Thomas en el main event del evento de la MXW Pro Wrestling Capital Collision. En abril de 2007, Castagnoli representó a Chikara en la primera edición del torneo de 17 hombres King of Europe Cup celebrado en Liverpool, Inglaterra. Sin embargo, perdió en el primer combate ante el representante de la CZW, Chris Hero.
Durante el verano de 2007, compitió en el torneo Reclaiming the Glory por el Campeonato Mundial Peso Pesado de la NWA, bajo la sección de Terry Funk. Derrotó a Pepper Parks en la primera ronda y a Sicodelico, Jr. en la segunda, pero perdió ante Brent Albright en la semifinal el 12 de agosto.

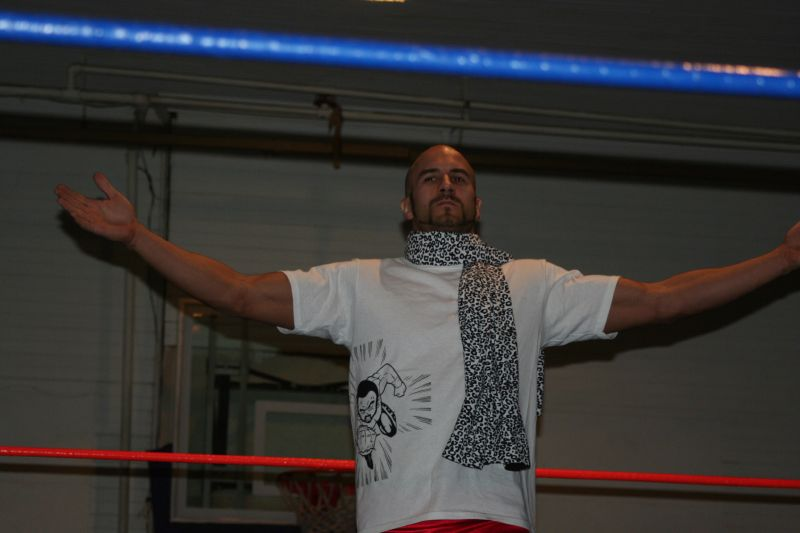
Castagnoli luchando en abril de 2009

En septiembre de 2007, compitió en el torneo de la Independent Wrestling Association Mid-South Ted Petty Invitational 2007. Derrotó a Nigel McGuinness en la primera ronda, a Davey Richards en los cuartos de final y a Albright en la semifinal para luchar en un three way elimination match con los finalistas Mike Quackenbush y el Campeón Peso Pesado de la IWA Mid-South Chuck Taylor. Fue el primer eliminado por el ganador del torneo, Quackenbush.
El 5 de noviembre de 2010 en el evento peruano LWA Reyes de la Lucha Libre (RDLL) fue derrotado junto con Chris Hero por el equipo denominado Clase Dinero y Poder conformado por Ian Muhilg & TVK, en una lucha para denominar a los nuevos y primeros Campeones en Pareja de la LWA.

### Pro Wrestling Noah (2008, 2010)
Castagnoli hizo su debut en Pro Wrestling Noah el 15 de febrero de 2008, haciendo equipo con Chris Hero en una lucha contra Jun Akiyama & Kentaro Shiga, siendo derrotados. Junto ha Hero lucharon como pareja, participando en el Global Tag League, siendo derrotados en todas sus luchas. Castagnoli & Hero regresaron a Noah el 19 de noviembre de 2010 en una gira de tres semanas. Después de no ser derrotados en ninguna lucha, el 5 de diciembre, el último día de la gira, fueron derrotados por Takuma Sano & Yoshihiro Takayama en una lucha por el Campeonato por Parejas de la GHC.

### Evolve Wrestling (2010)
El 13 de marzo de 2010, Castagnoli hizo su debut en Evolve Wrestling, en el segundo evento de la promoción, derrotando a Bobby Fish. Al día siguiente, Claudio fue derrotado por Chuck Taylor.

### World Wrestling Entertainment / WWE (2006, 2011–2022)

#### Territorio en desarrollo (2006, 2011–2012)

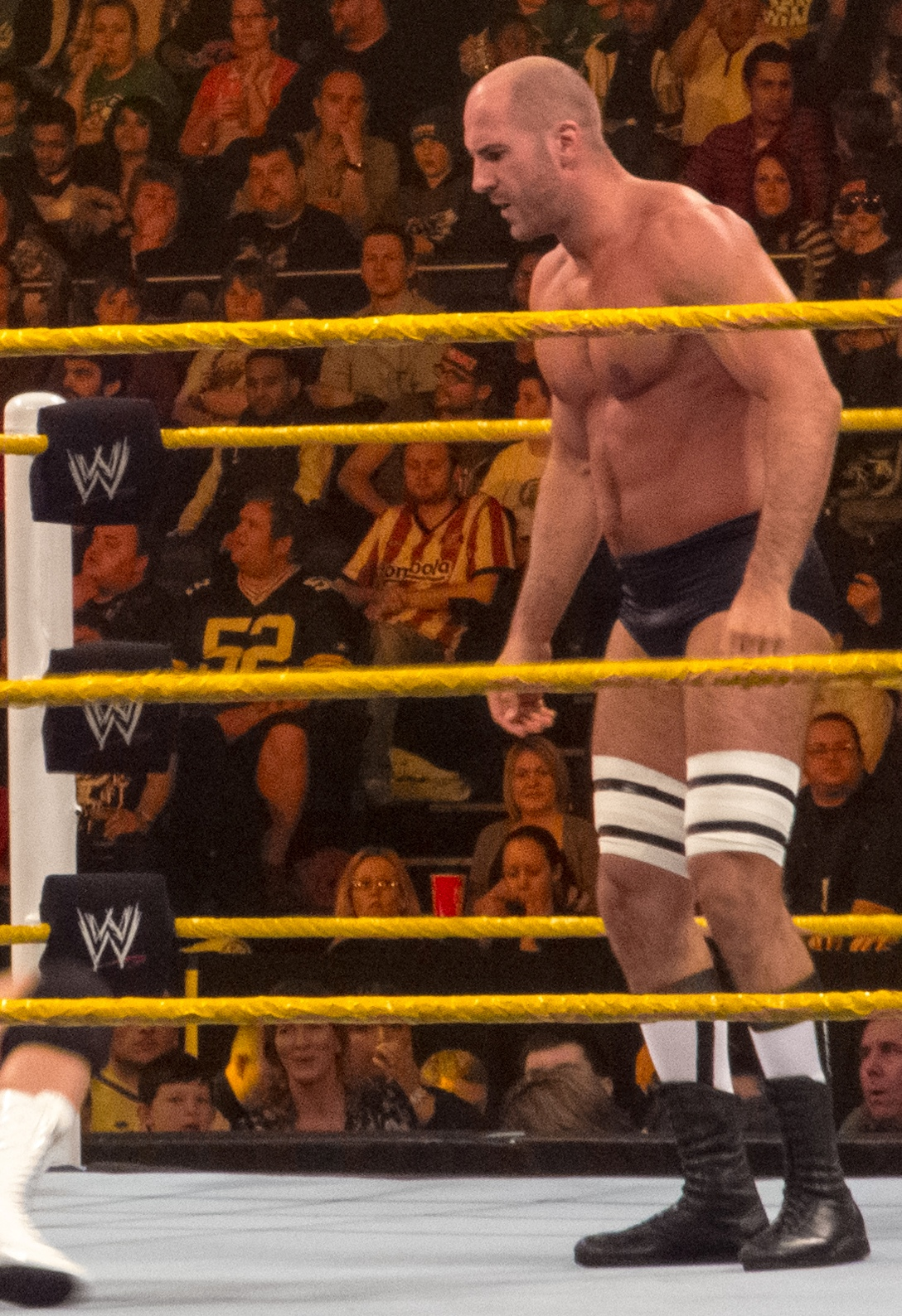
Castagnoli como Antonio Cesaro durante un dark match de la WWE en 2012.

En noviembre de 2006, se anunció que Castagnoli había firmado un contrato con la World Wrestling Entertainment al haberles impresionado por una aparición en Raw (como oficial de policía en un segmento de vídeo) y haber realizado una prueba exitosa en la Deep South Wrestling. Sin embargo, poco después fue liberado de su contrato debido a los problemas con su Visa.
En septiembre de 2011, Castagnoli firmó un contrato con WWE y comenzó a trabajar en su territorio de desarrollo Florida Championship Wrestling (FCW) bajo el nombre de Antonio Cesaro. Hizo su debut en FCW en un evento en vivo el 17 de septiembre, perdiendo ante Seth Rollins. Hizo su debut en televisión en el episodio del 24 de octubre de FCW, derrotando a Mike Dalton, la que sería su primera victoria en una racha de victorias individuales que duró hasta febrero de 2012. El 6 de enero de 2012, Cesaro hizo su debut en un evento en vivo de WWE en Jackson, Misisipi, donde se unió a Michael McGillicutty en una derrota ante Alex Riley & Mason Ryan en una lucha por equipos. En el episodio del 4 de marzo de FCW, Cesaro & Alexander Rusev desafiaron a Bo Rotundo & Husky Harris a una lucha por los Campeonatos en Parejas de Florida de FCW, pero fueron derrotados. Luego de eso, Cesaro comenzó un feudo con Richie Steamboat por el Campeonato 15 de FCW, comenzando con un combate por el título (un Iron Man match de 15 minutos) en el episodio del 18 de marzo de FCW, el cual terminó en un empate de 1-1, por lo que Steamboat retuvo el título. Una revancha de 20 minutos en el episodio del 8 de abril de FCW terminó en un empate similar de 1-1. Una segunda revancha de 30 minutos por el título en el episodio del 6 de mayo de FCW dio lugar a que Steamboat ganara con un marcador de 3-2. En el episodio del 13 de mayo de FCW, Cesaro fue descalificado en una lucha contra Kassius Ohno (el antiguo Chris Hero) y fue eliminado de un torneo para determinar al contendiente número uno al Campeonato Peso Pesado de Florida de FCW. Cesaro se enfrentó a Steamboat nuevamente en un Iron Man match de 15 minutos por el Campeonato 15 de FCW en el episodio del 8 de julio de FCW, el cual Steamboat ganó con un marcador de muerte súbita de 1-0.

#### 2012

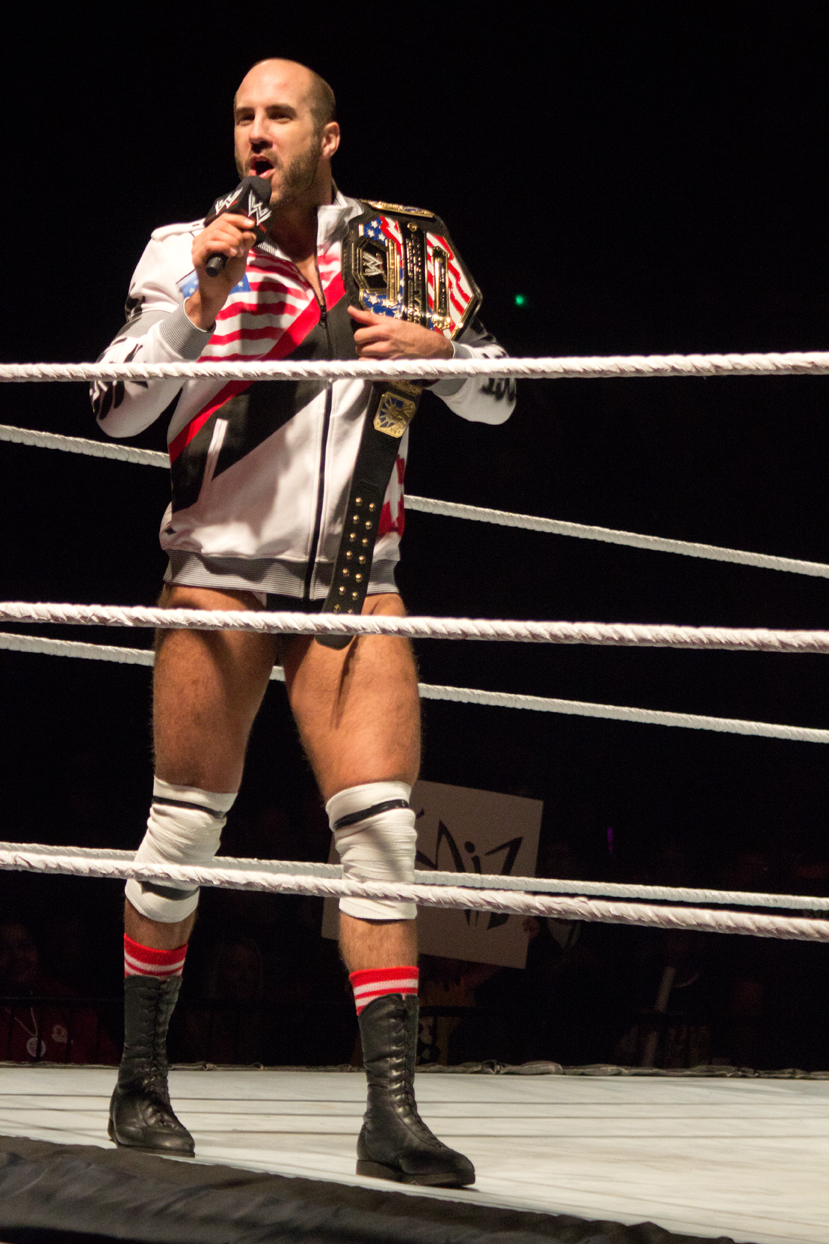
Cesaro como Campeón de Estados Unidos en 2013.

Cesaro hizo su debut en la televisión de la WWE como heel en el episodio del 20 de abril de SmackDown, apareciendo en un segmento tras bastidores con Aksana y Theodore Long, antes de ir a hablar con el gerente general John Laurinaitis sobre un contrato. En el storyline, el multilingüe Cesaro sirvió en la milicia suiza, antes de emprender una carrera en el rugby, la que terminó con su prohibición por "agresión excesiva". La semana siguiente en SmackDown, Cesaro derrotó a Tyson Kidd en una lucha de prueba. En mayo, Aksana reveló que ella y Cesaro eran amantes. El 3 de julio en el episodio en vivo de The Great American Bash SmackDown, Cesaro sufrió su primera derrota cuando él y Aksana fueron derrotados por The Great Khali & Layla en un Mixed Tag Team match. En los episodios del 27 de julio y del 3 de agosto de SmackDown, Cesaro obtuvo victorias consecutivas sobre el Campeón de Estados Unidos Santino Marella en luchas no titulares. En el siguiente episodio de SmackDown, Cesaro sufrió su primera derrota en una lucha individual al ser derrotado por Christian. En el pre-show de SummerSlam, Cesaro derrotó a Santino Marella para ganar el Campeonato de Estados Unidos, su primer título individual en la WWE. Cesaro tuvo su primera defensa titular el 3 de septiembre en Raw, derrotando a Marella en una lucha de revancha. En Night of Champions, Cesaro retuvo el título ante Zack Ryder. El 21 de septiembre en SmackDown, Cesaro terminó su relación con Aksana después de que una distracción involuntaria de ella le costó una lucha no titular contra Santino Marella. Esto llevó a una segunda revancha titular entre Cesaro y Marella la semana siguiente en SmackDown, donde Cesaro pudo retener el título fácilmente.
Después de que Cesaro fue derrotado por Justin Gabriel en una lucha no titular en el episodio del 22 de octubre de Raw, los dos fueron programados en una lucha por el Campeonato de Estados Unidos seis noches después en Hell in a Cell, donde Cesaro defendió el título con éxito. Luego de eso, Cesaro comenzó un feudo con R-Truth después de que Truth salvó a Kofi Kingston de un ataque posterior a una lucha de Cesaro el 29 de octubre en Raw. Paralelamente, Cesaro defendió exitosamente su título contra Tyson Kidd en el episodio del 31 de octubre de NXT; con NXT siendo la FCW rebautizada. El 18 de noviembre en Survivor Series, Cesaro derrotó a R-Truth para retener el Campeonato de Estados Unidos. El feudo continuó en el siguiente episodio de SmackDown, con Truth derrotando a Cesaro en una lucha no titular. Luego, Cesaro derrotó a Truth en dos combates más, primero en un Fatal 4-Way match que también incluyó a Kofi Kingston y Wade Barrett el 3 de diciembre en Raw, y después el 16 de diciembre en TLC: Tables, Ladders & Chairs en una lucha individual, ambas para retener el título. El 31 de diciembre en Raw, Cesaro emitió un desafío por el título a Sgt. Slaughter como parte del "Champion's Choice Night", y luego derrotó a Slaughter en la lucha titular para retener el campeonato.

#### 2013
En el episodio del 2 de enero de 2013 de Main Event, Cesaro derrotó a The Great Khali después de un Neutralizer para retener el Campeonato de Estados Unidos. Luego de eso, Cesaro comenzó un feudo de corta duración con The Miz, quien confrontó a Cesaro luego de insultar a los estadounidenses por ser blandos. El 27 de enero en el pre-show de Royal Rumble, Cesaro derrotó a Miz para retener el Campeonato de Estados Unidos. Más tarde en el evento, Cesaro ingresó en su primer Royal Rumble match como el número 22. Duró una cantidad de tiempo decente, e incluso logró eliminar a Daniel Bryan, pero fue el décimo octavo hombre eliminado por el eventual ganador John Cena. El feudo de Cesaro con Miz continuó el 17 de febrero en Elimination Chamber, donde retuvo el Campeonato de Estados Unidos por descalificación después de que Miz lo golpeó accidentalmente en la ingle. La noche siguiente en Raw, Cesaro fue derrotado por Miz en un No Disqualification match sin el título en juego. Cesaro y Miz se enfrentaron en un 2-out-of-3 Falls match por el Campeonato de Estados Unidos el 1 de marzo en SmackDown, donde Cesaro una vez más retuvo el título para terminar el feudo. Durante las grabaciones del NXT del 21 de marzo (el cual se emitió el 24 de abril debido a la demora en la grabación), Cesaro retuvo exitosamente el título ante Adrian Neville durante el "Clash of Champions" de NXT. El 15 de abril en Raw, Cesaro perdió el Campeonato de Estados Unidos ante Kofi Kingston en una victoria inesperada, terminando su reinado de larga duración a los 239 días. Cesaro recibió su revancha por el título en el episodio del 1 de mayo de Main Event, pero fue nuevamente derrotado por Kingston.

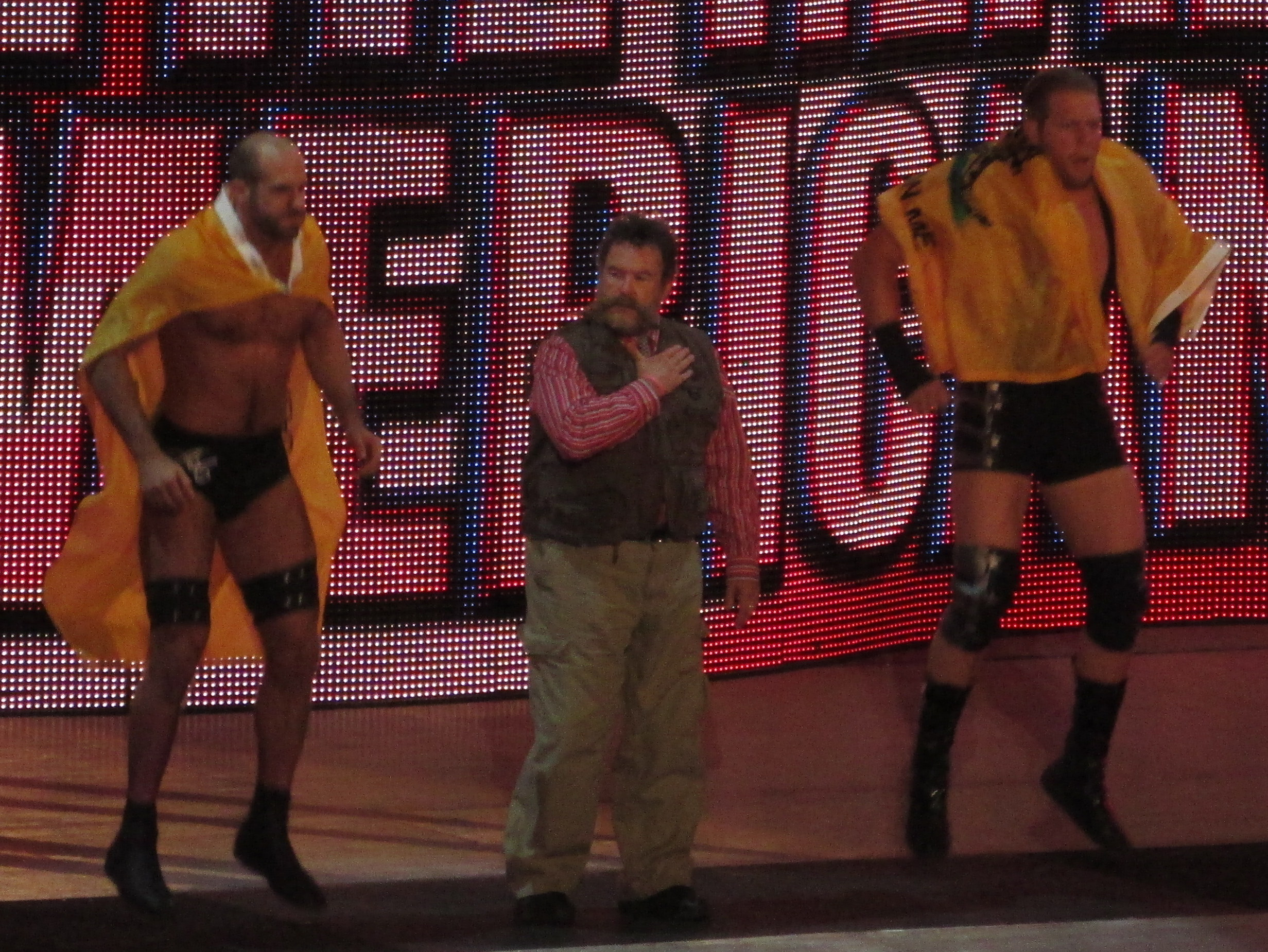
En 2013, Cesaro formó The Real Americans con Zeb Colter y Jack Swagger.

En mayo, Cesaro comenzó un feudo con Sami Zayn en NXT, donde los dos protagonizaron algunos de los que luego serían considerados los mejores combates de 2013. Los dos se enfrentaron en el episodio del 22 de mayo de NXT, donde Zayn venció a Cesaro en su primera lucha entre ambos. Más tarde, Cesaro derrotó a Zayn en una lucha de revancha en el episodio del 13 de junio de NXT. En el episodio del 17 de junio de Raw, Cesaro se convirtió en asociado de Zeb Colter. Colter y Cesaro justificaron su alianza al decir que Cesaro era el inmigrante final (legal) y, por lo tanto, un estadounidense superior. Cesaro se enfrentó a Bo Dallas en una lucha por el Campeonato de NXT en el episodio del 3 de julio de NXT, pero fue derrotado. En Money in the Bank, Cesaro y el otro cliente de Colter, Jack Swagger, compitieron en el World Heavyweight Championship Money in the Bank Ladder match, pero ambos fracasaron en su intento de ganar el maletín, ya que Damien Sandow ganó el combate. La noche siguiente en Raw, Cesaro y Swagger, ahora catalogados como The Real Americans, se unieron por primera vez, pero terminaron siendo derrotados por The Usos. En el episodio del 21 de agosto de NXT, Cesaro derrotó a Zayn en un 2-out-of-3 Falls match para terminar el feudo.
En el pre-show de Night of Champions, The Real Americans compitieron en un Tag Team Turmoil match para determinar a los contendientes número uno a los Campeonatos en Parejas de WWE, en el que fueron el último equipo eliminado por The Prime Time Players (Darren Young & Titus O'Neil). Simultáneamente, The Real Americans comenzó un feudo con Santino Marella (quien hacía su regreso) después de que derrotó a ambos en luchas individuales. El 6 de octubre en Battleground, The Real Americans derrotaron a Marella & The Great Khali en una lucha por equipos. The Real Americans comenzó otro feudo con Los Matadores (Diego & Fernando), el cual culminó con una lucha por equipos el 27 de octubre en Hell in a Cell, la cual ganaron Los Matadores. Después de la lucha, Cesaro fue atacado por El Torito. La noche siguiente en Raw, The Real Americans derrotaron a los Campeones en Parejas de WWE Cody Rhodes & Goldust en una lucha no titular. El 18 de noviembre en Raw, en Nashville, Tennessee, un fan entregó cien carteles simples en blanco y negro en papel de impresora estándar con las palabras "Cesaro Section" (Sección Cesaro) impresas en ellos. Un grupo de fanáticos los sostuvo juntos durante una lucha de Cesaro y esto llegó al aire y fue comentado por los comentaristas, así como por el propio Cesaro después del show; esto fue recogido por otros fanáticos, y el fenómeno de "Cesaro Section" se extendió rápidamente desde allí a otras arenas y eventos. El 22 de noviembre en SmackDown, The Real Americans se enfrentaron a Cody Rhodes & Goldust en una lucha por los Campeonatos en Parejas de WWE, pero fueron derrotados. En Survivor Series, The Real Americans & The Shield derrotaron a Goldust, Cody Rhodes, Rey Mysterio & The Usos en un 5-on-5 Survivor Series Traditional Elimination match. En TLC: Tables, Ladders & Chairs, The Real Americans tuvieron otra oportunidad por los Campeonatos en Parejas de WWE en un Fatal 4-Way match, pero no lograron ganar.

#### 2014
A principios de 2014, The Real Americans se enfrentó a varios equipos (Rey Mysterio & Big Show/Sin Cara, así como The Usos), pero fueron derrotados en cada lucha por equipos. En Royal Rumble, Cesaro participó en el Royal Rumble match como el número 21, pero fue eliminado por Roman Reigns. En el episodio del 31 de enero de SmackDown, Cesaro derrotó a Dolph Ziggler para clasificar en un Elimination Chamber match por el Campeonato Mundial Peso Pesado de WWE. El 14 de febrero de SmackDown, mientras su nombre en el ring se redujo a Cesaro, derrotó al Campeón Mundial Peso Pesado de WWE Randy Orton limpiamente en una lucha no titular. En Elimination Chamber, Cesaro fue el tercer eliminado por John Cena a través de la rendición. El 27 de febrero en NXT Arrival, Cesaro derrotó a Sami Zayn nuevamente, pero abrazó a Zayn después de la lucha.

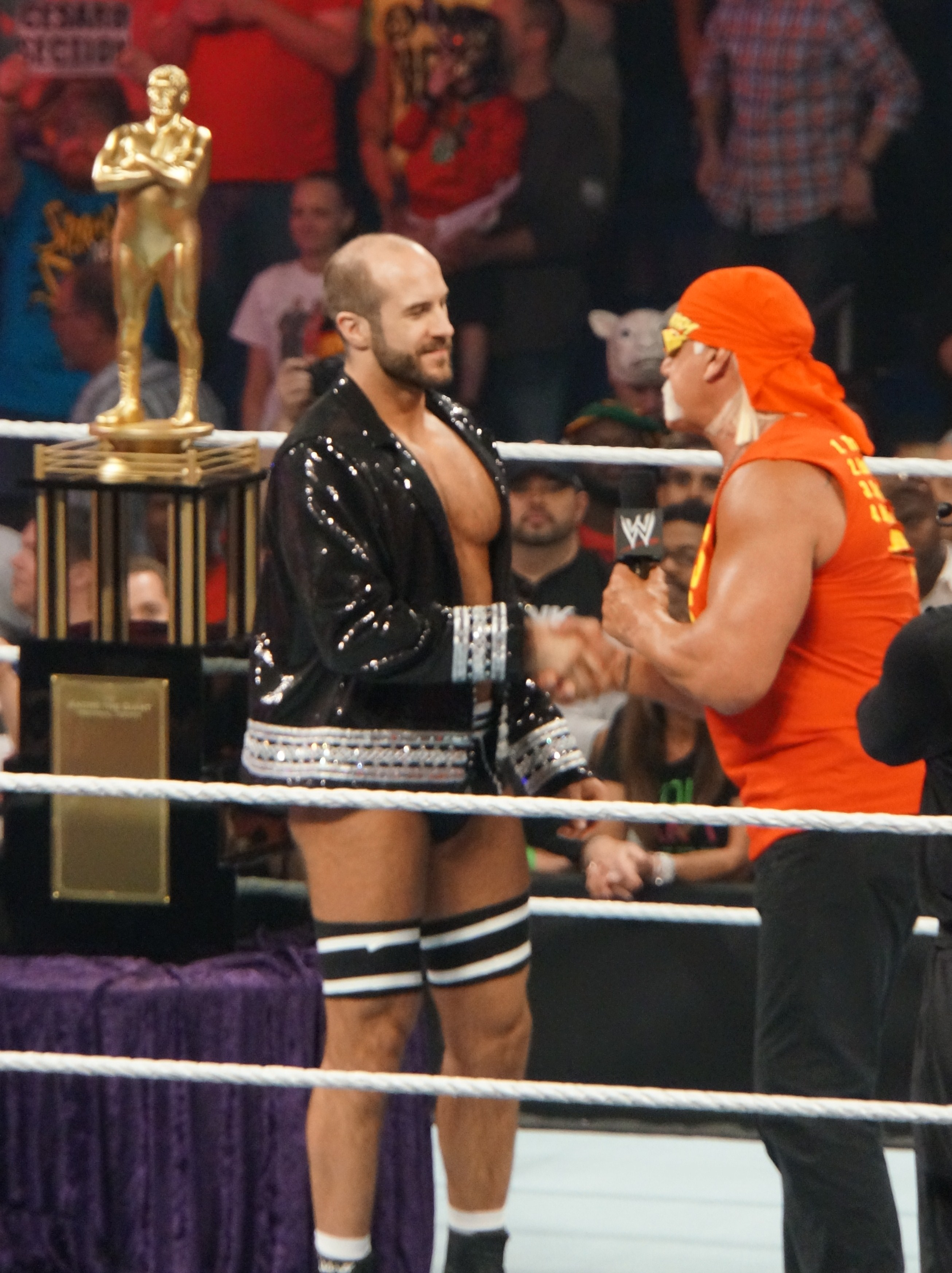
En el episodio post-WrestleMania de Raw, Hulk Hogan respaldó y felicitó a Cesaro por ganar el André the Giant Memorial Battle Royal en WrestleMania XXX.

Durante el pre-show de WrestleMania XXX, The Real Americans fue el último equipo eliminado durante un Fatal 4-Way Tag Team Elimination match por los Campeonatos en Parejas de WWE. Jack Swagger culpó a Cesaro por la derrota y le aplicó un Patriot Lock antes de que Colter exigiera que el dúo se diera la mano. En cambio, Cesaro tomó represalias con un Cesaro Swing ejecutado en Swagger. Más tarde en el evento, Cesaro fue un participante sorpresa en el André the Giant Memorial Battle Royal, el cual ganó después de eliminar finalmente a Big Show, arrojándolo fuera del ring, lo que reflejó el trascendental body slam de Hulk Hogan a André the Giant en WrestleMania III. En una entrevista de 2015, Cesaro describiría esta victoria como el "punto culminante de su carrera" hasta ese momento.
La noche siguiente en el episodio post-WrestleMania de Raw, Hogan respaldó la victoria de Cesaro en WrestleMania. Cesaro procedió a dejar a Colter como su mánager, y en cambio reveló que era un "chico" de Paul Heyman. Después de que Cesaro fuera eliminado por Rob Van Dam en un torneo para determinar al contendiente número uno al Campeonato Intercontinental, derrotó a Van Dam y Swagger en un Elimination match el 4 de mayo en Extreme Rules. Cesaro tuvo una serie de luchas contra el Campeón de Estados Unidos Sheamus, pero no logró ganar el título el 1 de junio en Payback. Luego de eso, Cesaro derrotó a Van Dam para clasificar en un Ladder match por el vacante Campeonato Mundial Peso Pesado de WWE en Money in the Bank, el cual fue ganado por John Cena. Después de eso, Cesaro pasó a perder contra Kofi Kingston y Big E en luchas individuales, mientras que también fue eliminado por Heath Slater en un Battle Royal por el vacante Campeonato Intercontinental el 20 de julio en Battleground. El 21 de julio en Raw, Cesaro terminó su asociación con Paul Heyman. En julio de 2014, WWE.com notó que uno de los movimientos distintivos de Cesaro, el Cesaro Swing, era "ahora una atracción poco utilizada" después de ser previamente "una maniobra diaria"; también en ese mes, se informó que los funcionarios de la WWE le habían dicho a Cesaro que dejara de usar el Cesaro Swing debido a que lo estaba volviendo muy popular, y no querían que perdiera su imagen como heel.
Sin Heyman, Cesaro recibió múltiples derrotas, siendo derrotado por Dean Ambrose, John Cena, Jack Swagger, Dolph Ziggler y, finalmente, Rob Van Dam en el pre-show de SummerSlam. Al derrotar a Van Dam en una lucha de revancha en Raw, Cesaro ganó una lucha por el Campeonato de Estados Unidos contra Sheamus, pero perdió nuevamente el 21 de septiembre en Night of Champions. Luego de eso, Cesaro cambió de vista a otro título, el Campeonato Intercontinental de Dolph Ziggler, ya que Cesaro se convirtió en el contendiente número uno después de ganar un Battle Royal. De septiembre a noviembre, Cesaro se enfrentó a Ziggler en cinco combates por el título, en Raw, SmackDown y en Hell in a Cell, pero perdió todos los combates, incluyendo un Triple Threat match que también incluyó a Tyson Kidd y un 2-out-of-3 Falls match.
También en noviembre, junto con derrotas ante Ryback y Erick Rowan y al no ganar el Campeonato de Estados Unidos en un Battle Royal, la provocación de Cesaro de unirse al Team Cena para un Survivor Series Traditional match resultó ser una estafa. En el pre-show de Survivor Series, Cesaro fue derrotado por Jack Swagger por rendición. En una entrevista realizada en diciembre de 2014, Stone Cold Steve Austin le preguntó a Vince McMahon por qué Cesaro no se había recuperado todavía y le preguntó si Cesaro estaba recibiendo un push adecuado. McMahon respondió que a Cesaro le faltaba carisma, habilidades verbales y el factor "eso", "podría ser porque es suizo ... y maneja el estilo europeo". McMahon llegó a la conclusión de que no estaba seguro de qué se podía hacer para restaurar el impulso de Cesaro, pero McMahon no se dio por vencido. En el episodio del 1 de diciembre de Raw, Cesaro comenzó a formar equipo con Tyson Kidd, y fueron eliminados en un Gauntlet match para determinar a los contendientes número uno a los Campeonatos en Parejas de WWE de The Usos.

#### 2015

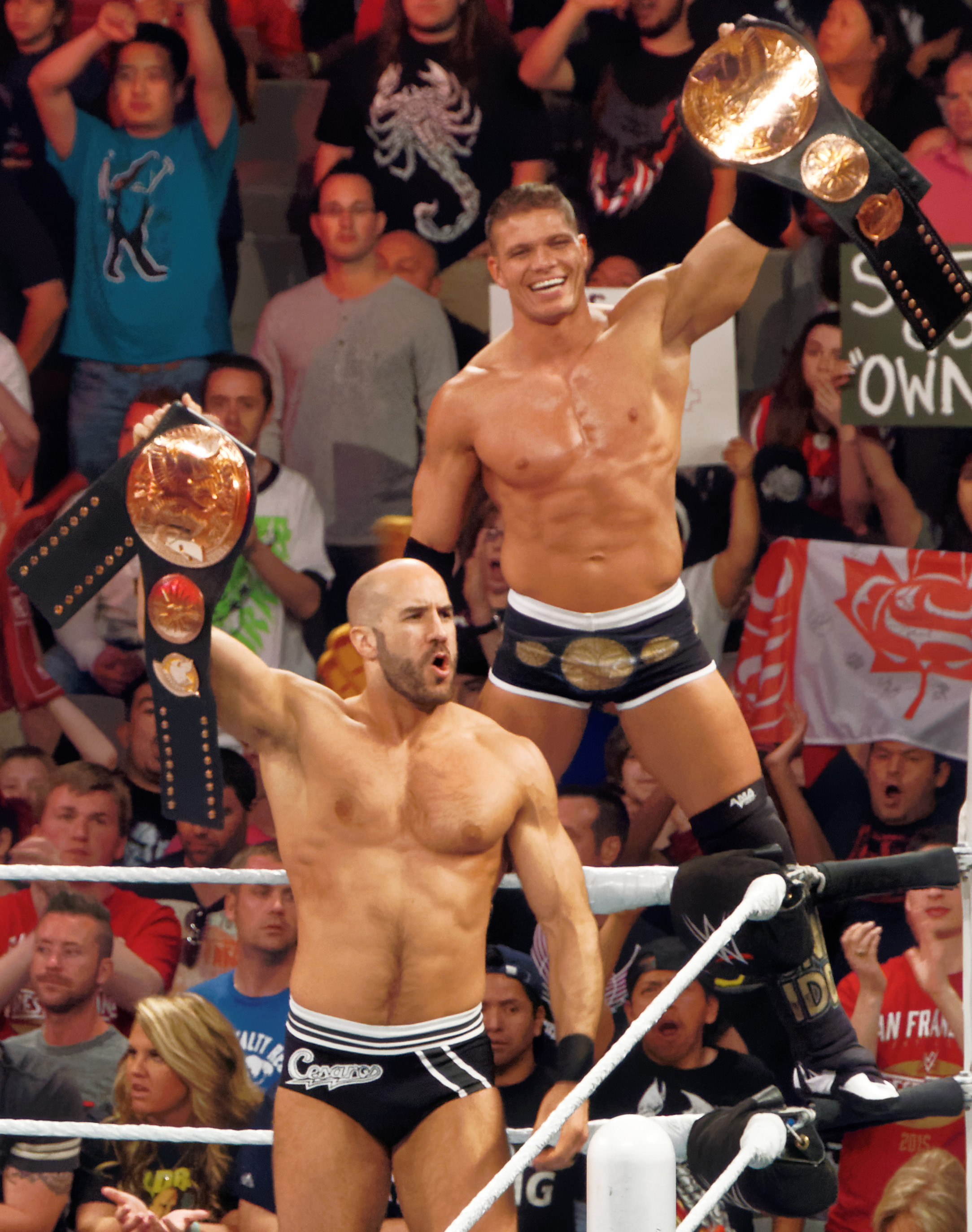
Cesaro como Campeón en Parejas de WWE junto a Tyson Kidd en 2015.

En enero de 2015, Cesaro & Kidd obtuvieron victorias sobre Los Matadores y procedieron a aliarse con Adam Rose durante un feudo con The New Day (Big E, Kofi Kingston & Xavier Woods). En el pre-show de Royal Rumble, Cesaro & Kidd derrotaron a Big E & Kingston. Más tarde esa noche, Cesaro ingresó en el Royal Rumble match como el número 28, sin embargo, fue eliminado por Dolph Ziggler. El 22 de febrero en Fastlane, Cesaro & Kidd derrotaron a The Usos para capturar los Campeonatos en Parejas de WWE. Cesaro & Kidd retuvieron los títulos en una revancha titular la noche siguiente en Raw, después de que su acompañante y esposa de Kidd, Natalya, causó la descalificación. Cesaro & Kidd lograron retener los títulos en el pre-show de WrestleMania 31 en un Fatal 4-Way match. Más tarde en el mismo pre-show del evento, Cesaro participó en el André the Giant Memorial Battle Royal, pero fue eliminado por Big Show, a quien Cesaro había eliminado el año anterior. Luego de eso, Cesaro y Kidd volvieron a iniciar su feudo con The New Day, donde tuvo lugar un doble cambio; Cesaro y Kidd se volvieron face al mostrar un espíritu de lucha, marcando el primer cambio a face de Cesaro en la WWE, mientras que The New Day se convirtió en heel al realizar tácticas sucias durante sus combates. En Extreme Rules, Cesaro & Kidd perdieron los Campeonatos en Parejas de WWE ante The New Day (Big E & Kofi Kingston), terminando su reinado a las nueve semanas. Cesaro & Kidd no pudieron recuperar los títulos en una revancha titular en el episodio del 30 de abril de SmackDown, y en un 2-out-of-3 Falls match en Payback, con Xavier Woods interfiriendo en ambos combates. En Elimination Chamber, Cesaro & Kidd compitieron en el primer Tag Team Elimination Chamber match, pero no lograron ganar los títulos. El 7 de junio, se anunció que Kidd había sufrido una lesión medular legítima y que estaría fuera de acción por más de un año, por lo que su equipo con Cesaro se disolvió.
En el episodio del 29 de junio de Raw, Cesaro respondió al desafío abierto por el Campeonato de Estados Unidos de John Cena, pero ganó por descalificación después de que Kevin Owens interfirió y atacó a Cesaro. Sin éxito, Cesaro desafió a Cena nuevamente a una lucha por el título la siguiente semana en Raw en un combate que fue aclamado como un "clásico instantáneo", y que luego fue galardonado con el Slammy Award por el "Mejor Desafío Abierto por el Campeonato de Estados Unidos de John Cena". Luego de que Raw saliera del aire, Cena elogió a Cesaro ante la multitud, diciendo que "Cesaro debería ser el evento principal todas las noches". En el episodio del 13 de julio de Raw, Cesaro tuvo una confrontación con Owens y Rusev sobre a quién debía enfrentarse Cena en un combate por el campeonato. Esto dio lugar a un Triple Threat match, donde el ganador se enfrentaría a Cena inmediatamente después en una lucha titular, pero el ganador fue Rusev. En el episodio del 16 de julio de SmackDown, Cesaro se convirtió en el segundo hombre (después de John Cena) en derrotar a Rusev en luchas individuales. En el evento principal del episodio del 20 de julio de Raw, Cesaro se unió a John Cena & Randy Orton para derrotar a Sheamus, Kevin Owens & Rusev. Cesaro fue nuevamente atacado por Owens después de perder una lucha contra Seth Rollins en el episodio del 23 de julio de SmackDown. Cesaro se unió a Randy Orton para derrotar a Sheamus & Kevin Owens en el episodio del 17 de agosto de Raw. En SummerSlam, Cesaro fue derrotado por Owens en una lucha individual. Alrededor de este tiempo, con Cesaro ahora firmemente establecido como babyface, el fenómeno de "Cesaro Section" que se originó a principios de 2014 nuevamente encontró tracción, y los carteles impresos con el escrito "Cesaro Section" nuevamente circularon ampliamente para que los fanáticos no se resistieran durante los eventos para mostrar su apoyo a Cesaro. En el episodio del 7 de septiembre de Raw, Cesaro se enfrentó a The Miz en una lucha que terminó en doble cuenta fuera, después de lo cual Big Show lo noqueó. En el pre-show de Hell in a Cell, Cesaro se unió a Dolph Ziggler & Neville para derrotar a Rusev, Sheamus & King Barrett. Cesaro derrotó a Sheamus en el episodio del 9 de noviembre de Raw para avanzar a los cuartos de final en un torneo para coronar a un nuevo Campeón Mundial Peso Pesado de WWE en Survivor Series después de que el campeón anterior Seth Rollins se lesionara una rodilla en un evento en vivo en Dublín, pero perdió ante Roman Reigns en las semifinales el 16 de noviembre en Raw. El 23 de noviembre, la WWE anunció que Cesaro necesitaba una cirugía para un músculo rotatorio del manguito rotador en el hombro izquierdo que había sido lesionado durante al menos dos meses, y eso lo dejaría fuera de acción de cuatro a seis meses. Cesaro declaró en una entrevista que la lesión le impediría competir en WrestleMania 32.
Alrededor del tiempo de su lesión, varias leyendas prominentes de la lucha libre habían estado pidiendo a la WWE que moviera a Cesaro a un papel más importante en la compañía. En los meses anteriores, el excampeón Mick Foley expresó un fuerte apoyo a Cesaro, declarando el día después del segundo combate por el Campeonato de Estados Unidos de Cesaro contra Cena en julio que "Cesaro sería un gran campeón mundial". Foley agregó en septiembre que estaba desconcertado por el trato de Cesaro por parte de la WWE, afirmando que si hubiera un cambio que pudiera hacer la WWE sería simplemente "darle un push a Cesaro". Solo días antes de que se anunciara la lesión, Ric Flair respondió a una pregunta sobre quién, en el elenco actual, pensó que debería haber sido ya Campeón Mundial Peso Pesado de WWE al discutir cómo pensaba que Cesaro era "fenomenal". Además, Flair dijo que creía que Cesaro podría construirse para una historia importante con Brock Lesnar en dos meses, sugiriendo que él mismo se convertiría en el mentor de Cesaro para ayudarlo con su trabajo con el micrófono. Mientras tanto, casi al mismo tiempo, Stone Cold Steve Austin, un partidario de Cesaro desde hace mucho tiempo, reiteró que creía que Cesaro tenía lo que se necesitaba "para subir a la cima del elenco" y culpó a la WWE por no ayudarlo más.

#### 2016

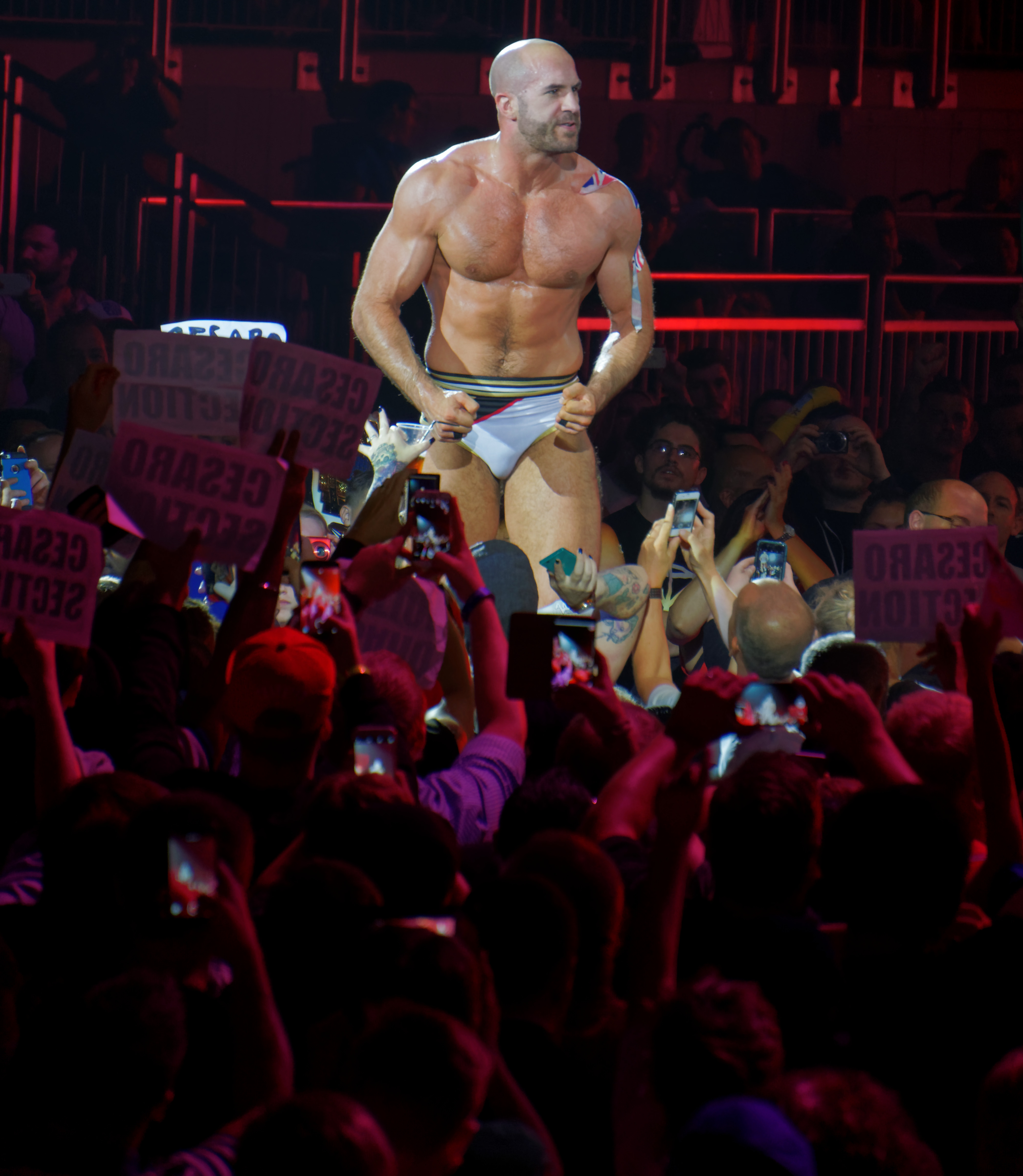
Cesaro junto a la "Cesaro Section" en 2016.

Cesaro hizo su regreso la noche después de WrestleMania 32 en el episodio del 4 de abril de Raw, presentando una nueva entrada al estilo de James Bond y un atuendo a su personaje, incluido un traje de trabajo desgarrable. Cesaro reemplazó a Sami Zayn como participante sorpresa en el evento principal, un Fatal 4-Way match entre él, Kevin Owens, AJ Styles y Chris Jericho para determinar al contendiente número uno al Campeonato Mundial Peso Pesado de WWE, con el combate siendo ganado por Styles. Luego de eso, Cesaro se unió a Styles para derrotar a Owens & Jericho en una lucha por equipos tres noches después en SmackDown. En la edición del 11 de abril de Raw, Cesaro derrotó a Kevin Owens y se convirtió en el contendiente número uno al Campeonato Intercontinental de The Miz. En Payback, Cesaro no pudo ganar el título debido a una distracción de Zayn y Owens, lo que le permitió a Miz retener el título. Debido a eso, se realizó un Fatal 4-Way match por el Campeonato Intercontinental entre Cesaro, Miz, Owens y Zayn el 22 de mayo en Extreme Rules. Finalmente, Miz prevaleció al cubrir a Cesaro después de que Zayn ejecutó un Helluva Kick en Cesaro. La noche siguiente en Raw, Cesaro derrotó a Miz para ganar un lugar en el Money in the Bank Ladder match. En el siguiente episodio de SmackDown, The Miz retuvo el título contra Cesaro. En Money in the Bank, Cesaro no logró ganar el Money in the Bank Ladder match, el cual fue ganado por Dean Ambrose.
El 19 de julio, debido al Draft y a la nueva separación de marcas, Cesaro fue reclutado por la marca Raw. Luego, mientras JoJo lo entrevistaba en vivo en WWE Network, Cesaro se quejó legítimamente de cómo debería haber sido reclutado "al menos entre los 10 primeros" y pensó que sería mejor para la marca SmackDown, la cual estaba más orientada a la lucha libre, además de criticar la decisión de tener como storyline central el posible drama entre Stephanie McMahon y el gerente general de Raw, Mick Foley, en contraposición a los luchadores mismos. Mientras que la WWE eventualmente marcaría esto como parte del kayfabe, Dave Meltzer confirmó en Twitter que la entrevista fue una sesión fotográfica y que Cesaro se había salido inesperadamente del guion. Después del Draft, Cesaro comenzaría una rivalidad con Sheamus, derrotándolo en dos luchas consecutivas, lo que dio como resultado que Cesaro ganara una lucha por el Campeonato de Estados Unidos, la cual recibió en el episodio del 8 de agosto de Raw contra Rusev, pero perdió debido a una interferencia de Sheamus. La semana siguiente en Raw, Mick Foley anunció que ambos se enfrentarían en un Best of Seven Series por una futura oportunidad titular, con el primer combate teniendo lugar el 21 de agosto en el kick-off de SummerSlam, el cual ganó Sheamus. Sheamus derrotaría a Cesaro en el segundo y tercer combate, pero Cesaro derrotó a Sheamus en el cuarto, quinto y sexto, empatando la serie con un marcador de 3-3. En Clash of Champions, Cesaro se enfrentó Sheamus en una lucha que terminó sin resultado cuando ninguno de los dos pudo continuar, dejando el resultado de su serie por decidir. La noche siguiente en Raw, Mick Foley decidió hacer que los dos recibieran una oportunidad futura por los Campeonatos en Parejas de Raw. Más tarde esa noche, derrotaron a dos competidores locales, pero todavía no parecían estar contentos con el hecho de comenzar a hacer equipo. Cesaro & Sheamus derrotaron a The New Day en el episodio del 24 de octubre de Raw y por descalificación en una lucha por los títulos en Hell in a Cell, por lo que no ganaron los campeonatos.
En el episodio del 7 de noviembre de Raw, Cesaro y Sheamus fueron anunciados como parte del Team Raw para un Traditional Survivor Series Tag Team match el 20 de noviembre en Survivor Series, el cual ganó el Team Raw con Cesaro y Sheamus como los únicos sobrevivientes del equipo. La noche siguiente en Raw, Cesaro & Sheamus nuevamente no lograron capturar los Campeonatos en Parejas de Raw de The New Day. Después de insinuar una ruptura, el dúo se vio involucrado en una pelea en un bar con hombres que los ofendieron y finalmente comenzaron a cooperar entre sí. Cesaro & Sheamus recibieron otra oportunidad por los títulos en Roadblock: End of the Line, donde Cesaro & Sheamus finalmente derrotaron a The New Day para ganar los Campeonatos en Parejas de Raw, marcando el segundo reinado de Cesaro.

#### 2017
El 29 de enero de 2017 en el kick-off de Royal Rumble, Cesaro & Sheamus perdieron los Campeonatos en Parejas de Raw ante Luke Gallows & Karl Anderson. El 5 de marzo en Fastlane, Cesaro derrotó a Jinder Mahal en una lucha individual. En WrestleMania 33, Cesaro & Sheamus no pudieron recuperar los campeonatos después de que The Hardy Boyz ganaron los títulos en un Fatal 4-Way Ladder match.

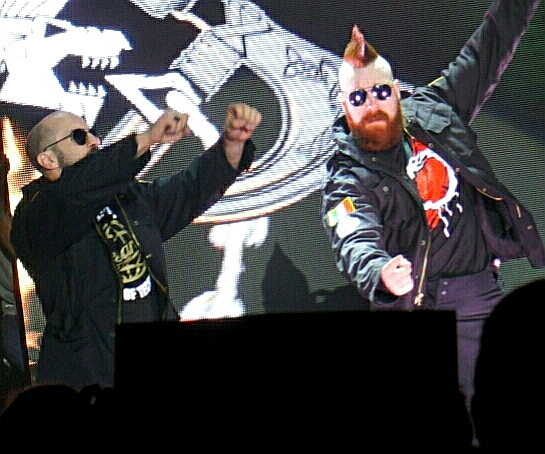
Cesaro (izquierda) y Sheamus en mayo de 2017.

La noche siguiente en Raw, Cesaro & Sheamus derrotaron a Enzo Amore & Big Cass para convertirse en los contendientes número uno a los Campeonatos en Parejas de Raw en Payback. En Payback, después de no poder recuperar los títulos, tanto Cesaro como Sheamus cambiaron a heel al atacar a The Hardy Boyz después de la lucha. A partir entonces, ahora conocidos como The Bar, sus entradas se sincronizaron aún más cuando comenzaron a llevar el mismo atuendo en ellas. Luego de eso, ganaron un Tag Team Turmoil match para ganar otra oportunidad por los títulos en Extreme Rules. El combate se convirtió en un Steel Cage match después de que Matt Hardy derrotara a Sheamus en el episodio del 22 de mayo de Raw en un combate donde el ganador eligiría la estipulación para el combate de Extreme Rules. En el evento, The Bar derrotó a The Hardy Boyz para ganar los Campeonatos en Parejas de Raw por segunda vez, lo que convirtió a Cesaro en tres veces campeón. El dúo hizo su primera defensa televisada de los títulos contra The Hardy Boyz en el episodio del 12 de junio de Raw en un 2-out-of-3 Falls match en el que los dos equipos empataron 1-1 luego de ambos recibieran la cuenta fuera durante la última caída. Defendieron los títulos contra The Hardy Boyz en Great Balls of Fire en un 30-minutes Iron Man Tag Team match con un marcador de 4-3. En SummerSlam, The Bar perdió los Campeonatos en Parejas de Raw ante Seth Rollins & Dean Ambrose. Esa lucha llamó la atención cuando Cesaro rompió el kayfabe y se dirigió a la multitud para agarrar una pelota de playa que había sido lanzada y destruida, recibiendo elogios de colegas y fanáticos que sentían que tales objetos eran una distracción irrespetuosa para las superestrellas de la WWE; posteriormente la WWE prohibió pelotas de playa en otros eventos. En No Mercy, The Bar fue derrotado por Rollins & Ambrose en su revancha titular, durante la cual Cesaro perdió sus dos dientes delanteros luego de un lanzamiento contra uno de los esquineros del cuadrilátero por parte de Ambrose. Cesaro continuó luchando a pesar de que le salía sangre de la boca y, finalmente, recibió un Brogue Kick por parte de Sheamus (como parte de un error en el guion entre los dos), ganándose elogios críticos de los fanáticos y compañeros luchadores por su resistencia. La WWE emitió una declaración sobre la condición médica de Cesaro que afirmaba que sus dientes habían sido empujados hacia arriba en su mandíbula superior unos 3 a 4 mm y que luego iría a ver a un cirujano maxilofacial. Cesaro y Sheamus se asociaron con The Miz, Kane y Braun Strowman para ir en contra del reformado grupo The Shield y Kurt Angle, quien reemplazó a Roman Reigns después de que no fuera autorizado médicamente para competir en un 5-on-3 Handicap Tables, Ladders and Chairs match en TLC: Tables, Ladders & Chairs, pero fueron derrotados. En el episodio del 6 de noviembre de Raw, el dúo recuperó los campeonatos después de derrotar a Rollins & Ambrose, ganando los títulos por tercera vez. En Survivor Series, los Campeones en Parejas de SmackDown The Usos derrotaron a Sheamus & Cesaro en un Interbrand Champion vs. Champion match. Más tarde, Cesaro & Sheamus perdieron los títulos ante Rollins & Jason Jordan en el episodio navideño de Raw.

#### 2018

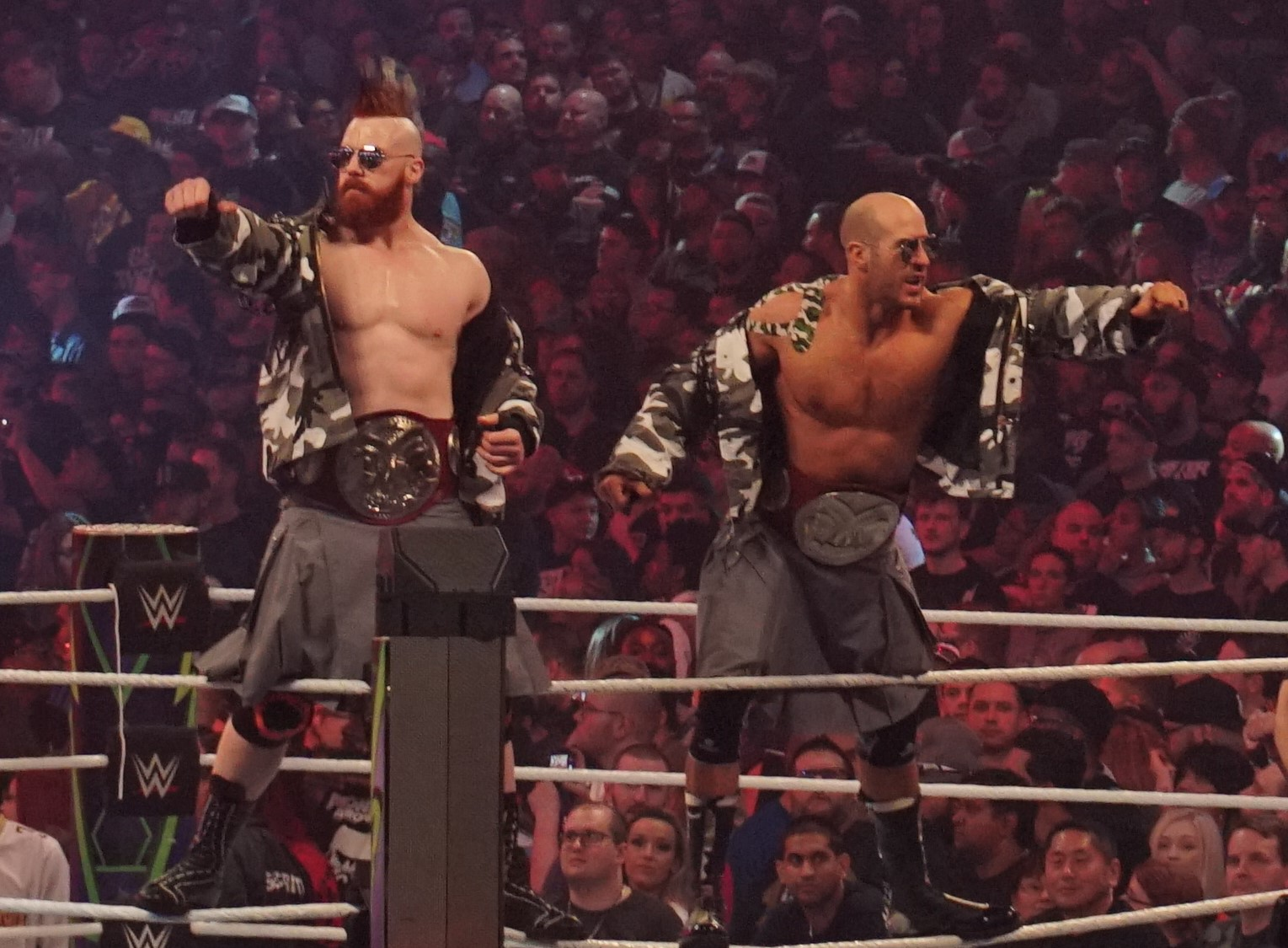
The Bar como Campeones en Parejas de Raw en WrestleMania 34.

Cesaro y Sheamus recuperaron los títulos en Royal Rumble, estableciendo el récord de mayor número de reinados como equipo con cuatro, y un récord de cinco reinados individuales para Cesaro. Antes de eso, durante el Royal Rumble match, Cesaro ingresó al combate como el número 11, pero fue eliminado por Seth Rollins. Después de varias derrotas consecutivas ante Titus Worldwide (Titus O'Neil & Apollo) en Raw, Cesaro & Sheamus defendieron los títulos contra Titus Worldwide en Elimination Chamber, reteniendo con éxito. Después de que Braun Strowman ganara un Tag Team Battle Royal para determinar a los contendientes número uno a los títulos en WrestleMania 34 en el episodio del 12 de marzo de Raw, aunque carecía de un compañero, el gerente general de Raw, Kurt Angle, le permitiría a Strowman luchar por los títulos. Strowman declaró que revelaría a su compañero misterioso en el evento. En el evento, Strowman reveló que su compañero era un fanático de 10 años llamado Nicholas. Cesaro & Sheamus fueron derrotados por Strowman & Nicholas, por lo que perdieron los títulos y, a su vez, convirtieron a Nicholas en el campeón más joven de cualquier tipo en la historia de la WWE.
El 17 de abril, como parte del Superstar Shake-up, Cesaro & Sheamus fueron traspasados a SmackDown. A pesar del intercambio, todavía tuvieron la oportunidad de ganar los Campeonatos en Parejas de Raw al enfrentar a Matt Hardy & Bray Wyatt en Greatest Royal Rumble en Jeddah, Arabia Saudita, pero no pudieron ganar los títulos. Luego de eso, el equipo entró en un pequeño feudo con The New Day, siendo derrotados por ellos en una lucha clasificatoria al Men's Money in the Bank Ladder match en Money in the Bank. Después de varias semanas de ausencia, Cesaro y Sheamus hicieron su regreso a finales de julio para participar en un torneo para determinar a los contendientes #1 a los Campeonatos en Parejas de SmackDown, venciendo a The Usos para avanzar a la final, donde fueron derrotados por The New Day. Después de no poder volver a ser los contendientes #1, el equipo finalmente recibió una oportunidad titular. El 6 de octubre en el evento Super Show-Down, Cesaro & Sheamus no pudieron ganar los títulos al ser derrotados por The New Day. Sin embargo, el 16 de octubre en SmackDown 1000, Cesaro & Sheamus derrotaron a The New Day para capturar los títulos por primera vez gracias a una interferencia de Big Show. Más tarde, anunciaron que Big Show formaría parte de The Bar. El 2 de noviembre en el evento Crown Jewel, desde  Riad, Arabia Saudita, The Bar retuvo los títulos ante The New Day después de que Big Show noqueara con un KO Punch a Big E, mientras que el árbitro estaba distraído. Cesaro y Sheamus perdieron ante los Campeones en Parejas de Raw Authors of Pain en un combate campeones vs. campeones sin los títulos en juego en Survivor Series. El 24 de noviembre en el evento en vivo Starrcade, The Bar derrotó a los tres integrantes de The New Day para retener los Campeonatos en Parejas de SmackDown. En el episodio del 27 de noviembre de SmackDown, Cesaro y Sheamus tuvieron una discusión con Big Show tras bastidores, lo que hizo que se separara del equipo de manera definitiva. En TLC: Tables, Ladders & Chairs, The Bar retuvo de manera exitosa los títulos ante The New Day y The Usos en un Triple Threat match.

#### 2019
En el episodio del 8 de enero de 2019 de SmackDown, Cesaro & Sheamus aceptaron un desafío de The Miz y Shane McMahon, lo que los llevaría a una lucha por los Campeonatos en Parejas de SmackDown en Royal Rumble, en la que perdieron los títulos. Dos noches después en SmackDown, The Bar fue derrotado por The Usos en un Fatal 4-Way match para determinar a los nuevos contendientes número uno a los títulos, donde también compitieron The New Day (Big E & Kofi Kingston) y Heavy Machinery (Otis Dozovic & Tucker Knight). Luego de eso, The Bar perdió luchas por equipos ante The New Day, #DIY (Tommaso Ciampa & Johnny Gargano), The Hardy Boyz, y Aleister Black & Ricochet durante los siguientes dos meses en SmackDown. En Fastlane, Cesaro & Sheamus derrotaron a Kofi Kingston en un 2-on-1 Handicap Tornado match.
En WrestleMania 35, The Bar fue derrotado por The Usos en un Fatal 4-Way match por los títulos, el cual también involucró a Black & Ricochet y Shinsuke Nakamura & Rusev. La noche siguiente en Raw, Cesaro y Sheamus interfirieron en un Winner Take All match entre el Campeón Universal de WWE Seth Rollins y el Campeón de WWE Kofi Kingston para atacar a ambos hombres, por lo que inmediatamente después fueron desafiados y posteriormente derrotados por Rollins & Kingston en una lucha por equipos. Esto dio lugar a los cantos de "bullshit" (a la m*erda), "AEW" y "CM Punk" de la multitud, expresando su descontento por el combate que se les dieron en lugar del anterior. La noche siguiente en SmackDown, Sheamus sufrió una conmoción cerebral en un Six-man Tag Team match contra The New Day. Dos semanas después, Cesaro fue traspasado a la marca Raw, y no se sabe si Sheamus lo seguirá allí. Cesaro tuvo su primera lucha en Raw el 22 de abril, derrotando a Cedric Alexander. En el episodio del 13 de mayo de Raw, Cesaro fue derrotado por Rey Mysterio en una lucha individual. Las siguientes dos semanas en Raw, Cesaro compitió contra Ricochet en luchas individuales, derrotándolo en el episodio del 20 de mayo (donde estrenó un nuevo tema de entrada y estilo de titantron separado de The Bar), pero perdiendo en el episodio del 27 de mayo. En el episodio del 3 de junio de Raw, Cesaro se enfrentó una vez más a Ricochet, siendo derrotado nuevamente. Después de la lucha, Cesaro atacó a Ricochet. En el evento Super Show-Down, desde Jeddah, Arabia Saudita, Cesaro participó en un 51-man Battle Royal, pero no logró ganar el combate luego de haber sido el penúltimo eliminado por Mansoor. En el episodio del 17 de junio de Raw, Cesaro compitió en un Fatal 5-Way Elimination match para determinar al contendiente número uno al Campeonato de Estados Unidos de Samoa Joe en Stomping Grounds, pero fue el primer eliminado por Braun Strowman. El 28 de junio, durante un evento en vivo de Raw, Cesaro, Robert Roode y EC3 formaron un trío llamado "The Main Event Muscle Men" y juntos vencieron a Lucha House Party. En el episodio del 1 de julio de Raw, Cesaro tenía que enfrentarse a No Way Jose, pero su lucha no tuvo lugar. La semana siguiente en Raw, Cesaro derrotó a No Way Jose. Luego de eso, Cesaro aceptó el desafío abierto de Aleister Black para una lucha en Extreme Rules, donde Black lo derrotó. En el episodio del 15 de julio de Raw, Cesaro participó en un 10-man Battle Royal para determinar al contendiente número uno al Campeonato Universal de Brock Lesnar en SummerSlam, pero fue derrotado por Seth Rollins. La noche siguiente en SmackDown, Cesaro se enfrentó nuevamente a Black en una lucha de revancha, donde volvió a ser derrotado. En el episodio del 29 de julio de Raw, Cesaro compitió en un Gauntlet match para determinar al contendiente número uno al Campeonato de Estados Unidos de AJ Styles en SummerSlam, pero fue el primer eliminado por Rey Mysterio. Luego de eso, Cesaro participó en el torneo King of the Ring, pero fue eliminado por Samoa Joe en la primera ronda el 19 de agosto en Raw. El 31 de agosto, Cesaro aparició y compitió en el evento NXT UK TakeOver: Cardiff, donde derrotó a Ilja Dragunov en una lucha individual. Después del combate, ambos hombres se dieron la mano en señal de respeto mutuo. Dos noches después en Raw, Cesaro fue derrotado por The Miz. El 30 de septiembre en la premier de temporada de Raw, Cesaro perdió ante Ricochet.
El 16 de octubre, debido al Draft, Cesaro fue traspasado a la marca SmackDown. En el episodio del 25 de octubre de SmackDown, Cesaro se alió a Shinsuke Nakamura y King Corbin para enfrentarse a Roman Reigns, Ali y Shorty G en un Six-man Tag Team match, donde fueron derrotados. El 31 de octubre en Crown Jewel, Cesaro perdió ante Mansoor en una lucha individual. En el episodio del 8 de noviembre de SmackDown, Cesaro & Nakamura derrotaron a Ali & Shorty G en una lucha por equipos.

#### 2020
En el SmackDown! del 3 de enero de 2020, fue derrotado por Braun Strowman y en el SmackDown! del 24 de enero, junto a Shinsuke Nakamura fueron derrotados por Braun Strowman & Elias, en el SmackDown! Del 7 de febrero, fue derrotado por Elias, en el SmackDown! del 21 de febrero, junto a Shinsuke Nakamura fueron derrotados por Braun Strowman & Elias en un Symphony of Destruction Match, la siguiente semana en SmackDown!, junto a Sami Zayn & Shinsuke Nakamura retaron a Braun Strowman a un 3-on-1 Handicap Match por el Campeonato Intercontinental de la WWE en Elimination Chamber a lo cual Strowman aceptó. En Elimination Chamber, junto a Sami Zayn & Shinsuke Nakamura derrotaron a Braun Strowman en un 3-on-1 Handicap Match con Zayn ganando el Campeonato Intercontinental de la WWE, terminando el feudo contra Strowman, en el SmackDown! del 29 de mayo, enfrentó a Sheamus, King Corbin, Dolph Ziggler, Shinsuke Nakamura, Shorty G, Jey Uso, Gran Metalik, Lince Dorado y a Drew Gulak en una Battle Royal Match para reemplazar a Jeff Hardy en el Torneo por el vacante Campeonato Intercontinental de la WWE, debido a que fue arrestado(kayfabe), sin embargo fue eliminado por Shorty G, después de ser eliminado eliminó a Shorty G sin que los árbitros se dieran cuenta, más tarde en backstage recibió un ataque de Shorty G por eliminarlo del combate, pactándose un combate contra Shorty G, más tarde esa noche, fue derrotado por Shorty G, a la siguiente semana en SmackDown!, junto a Shinsuke Nakamura & Mojo Rawley fueron derrotados por Shorty G & The New Day(Big E & Kofi Kingston), la siguiente semana en SmackDown!, junto a Shinsuke Nakamura derrotaron a los Campeones en Parejas de SmackDown! The New Day(Big E & Kofi Kingston) en un combate no titular, comenzando un feudo contra ellos, en el SmackDown! del 26 de junio, junto a Shinsuke Nakamura, John Morrison & The Miz fueron derrotados por The New Day(Big E & Kofi Kingston) & Lucha House Party(Gran Metalik & Lince Dorado), la siguiente semana en SmackDown!, después de que su compañero Shinsuke Nakamura derrotara al Campeón en Parejas de SmackDown! Kofi Kingston,  retaron a The New Day(Big E & Kofi Kingston por los Campeonatos en Parejas de SmackDown!, debido a que los derrotaron limpiamente y la siguiente semana en SmackDown!, junto a Shinsuke Nakamura se enfrentaron a The New Day(Big E & Kofi Kingston) por los Campeonatos en Parejas de SmackDown!, sin embargo, perdieron por descalificación debido a que aplicaron una «PowerBomb» a Kingston sobre una mesa en la que estaba Big E, la siguiente semana en SmackDown!, derrotó al Campeón en Parejas de SmackDown! Big E, ganando el derecho a escoger la estupilacion del combate por los Campeonatos en Parejas de SmackDown! en The Horror Show at Extreme Rules, escogiendo un Tables Match. En The Horror Show at Extreme Rules, junto a Shinsuke Nakamura derrotaron a The New Day(Big E & Kofi Kingston) en un Tables Match y ganaron los Campeonatos en Parejas de SmackDown!, terminando así el feudo. Posteriormente en el SmackDown! del 7 de agosto, derrotó a Lince Dorado, comenzando junto a Shinsuke Nakamura, un feudo contra Lucha House Party(Gran Metalik & Lince Dorado), la siguiente semana en SmackDown!, regresó Kalisto uniéndose al feudo con Gran Metalik & Lince Dorado, la semana siguiente en SmackDown! ThunderDome, junto a Shinsuke Nakamura derrotaron a Lucha House Party(Gran Metalik & Lince Dorado) y retuvieron los Campeonatos en Parejas de SmackDown!, la siguiente semana en SmackDown!, derrotó a Kalisto, en el Raw del 7 de septiembre, junto a Shinsuke Nakamura retaron a los Campeones en Parejas de Raw The Street Profits(Angelo Dawkins & Montez Ford) a un combate no titular, la siguiente semana en Raw, 5 días después en SmackDown!, junto a Shinsuke Nakamura fueron derrotados por Lucha House Party(Gran Metalik & Kalisto) en un combate no titular debido a que los Campeones en Parejas de Raw The Street Profits(Angelo Dawkins & Montez Ford) aparecieron en la pantalla gigante para distraerlos, la siguiente semana en Raw, junto a Shinsuke Nakamura se enfrentaron a los Campeones en Parejas de Raw The Street Profits(Angelo Dawkins & Montez Ford) en un Champions vs. Champions Match sin ningún título en juego, sin embargo perdieron, 5 días después en SmackDown!, derrotó a Gran Metalik, más tarde se confirmó que junto a Shinsuke Nakamura se enfrentarían a Lucha House Party(Kalisto & Lince Dorado) por los Campeonatos en Parejas de SmackDown! en Clash Of Champions. En el Kick-Off de Clash Of Champions, junto a Shinsuke Nakamura derrotaron a Lucha House Party(Kalisto & Lince Dorado) reteniendo los Campeonatos en Parejas de SmackDown!, al SmackDown! posterior, junto a Shinsuke Nakamura & King Corbin fueron derrotados por Matt Riddle & Lucha House Party(Gran Metalik & Lince Dorado), terminando así su feudo, la siguiente semana en el SmackDown! Draft, fueron derrotados por The New Day(Kofi Kingston & Xavier Woods) quienes hacían su regreso, perdiendo los Campeonatos en Parejas de SmackDown!, terminando su reinado de 82 días. En el Kick-Off de T.L.C: Tables, Ladders & Chairs, junto a Shinsuke Nakamura, Sami Zayn & King Corbin fueron derrotados por Big E, Daniel Bryan, Chad Gable & Otis.

#### 2021-2022
En Royal Rumble, participó en el Men's Royal Rumble Match, entrando de #28, sin embargo fue eliminado por Braun Strowman. En Elimination Chamber, se enfrentó a Daniel Bryan, Jey Uso, Kevin Owens, King Corbin y a Sami Zayn en un Elimination Chamber Match por una oportunidad al Campeonato Universal de la WWE de Roman Reigns, entrando de segundo, eliminando a King Corbin por rendición, sin embargo fue eliminado por Jey Uso. En la Noche 1 de WrestleMania 37, derrotó a Seth Rollins. 6 días después en SmackDown!, ingresó al ring encarando al Campeón Universal de la WWE Roman Reigns, pero Reigns abandonó el ring, más tarde esa misma noche, se enfrentó a Jey Uso, ganando por descalificación debido a que fue atacado por Seth Rollins.
En Survivor Series, participó en el 25-Man Dual Brand Battle Royal en conmemoración a los 25 años de carrera de The Rock, eliminando a Chad Gable, sin embargo fue eliminado por Omos. 5 días después en SmackDown, derrotó a Ridge Holland quien hacía su debut, más tarde esa misma noche, participó en el Black Friday Invitational Battle Royal por una oportunidad al Campeonato Universal de la WWE de Roman Reigns, eliminando a Ridge Holland, sin embargo fue el eliminado por Madcap Moss. En el SmackDown! emitido el 24 de diciembre, participó en el 12 Days for Christmas Gauntlet Match por una oportunidad por el Campeonato Intercontinental de la WWE de Shinsuke Nakamura, entrando de octavo, estando vendado, sin embargo fue eliminado por Sheamus pero volvió más tarde en el combate para atacar a Ridge Holland.
Cesaro inició el 2022 formando equipo con Ricochet para enfrentarse a Sheamus y Holland en el evento Day 1, perdiendo el combate. El 24 de febrero se conoció que, tras no llegar a acuerdo para renovar su contrato, fue dejado en libertad por WWE.

### All Elite Wrestling (2022-presente)
Durante el Dynamite del 22 de junio de 2022, Bryan Danielson anunció que no tenía el alta médica para enfrentar a Zack Sabre Jr. en AEWxNJPW: Forbidden Door, por lo que encontraría un reemplazo, además de ser un nuevo miembro de Blackpool Combat Club. Durante Forbidden Door, se reveló que el reemplazo de Danielson era Claudio Castagnoli, quien derrotó a Sabre via pinfall. El 29 de junio de 2022, Castagnoli junto con los demás miembros del Blackpool Combat Club (Jon Moxley y Wheeler Yuta) junto con Eddie Kingston, Santana & Ortiz lucharon en el evento principal de Dynamite: Blood and Guts donde se enfrentaron al Jericho Appreciation Society en un Blood and Guts donde fueron vencedores luego de que Castagnoli hizo rendir a Matt Menard tras aplicarle un Sharpshooter.
Castagnoli defendía su primer reinado como Campeón Mundial de ROH en Dynamite, Rampage y Dark, el 16 de septiembre de 2022, Chris Jericho retó a Castagnoli por el campeonato durante Rampage, el 21 de septiembre en Dynamite: Grand Slam se llevó a cabo el combate donde Jericho derroto a Castagnoli vía pinfall perdiendo así el campeonato. Claudio tuvo otra oportunidad de recuperar el campeonato en Full Gear donde se enfrentó al campeón Chris Jericho, Bryan Danielson y Sammy Guevara sin embargo no salió victorioso y Jericho retuvo el campeonato.

### Regreso a Ring of Honor (2022-presente)
Tras su debut en AEW, Castagnoli regresó a la empresa hermana de AEW, Ring of Honor, donde se enfrentaría al campeón Jonathan Gresham por el Campeonato Mundial de ROH el 23 de julio de 2022 en Death Before Dishonor, Castagnoli salió vencedor y logró convertirse por primera vez en Campeón Mundial de ROH y logró su segundo campeonato mundial en su carrera. Castagnoli defendía el campeonato en los programas de AEW, sin embargo el 21 de septiembre de 2022, Castagnoli defendía el campeonato ante Chris Jericho en Dynamite: Grand Slam pero Jericho le aplicó una Judas Effect a Claudio y perdió el campeonato vía pinfall, dejando así un reinado de apenas 60 días. Castagnoli buscaría una oportunidad de recuperar el campeonato en Full Gear el 19 de noviembre de 2022 ante Jericho, Bryan Danielson y Sammy Guevara sin embargo no logró recuperar el campeonato. El 10 de diciembre de 2022 durante Final Battle Castagnoli se enfrentaría nuevamente a Jericho por el campeonato en el evento principal, finalmente Castagnoli recupero el campeonato luego de aplicarle a Jericho un Gigant Swing que terminó en rendición, Claudio celebró con su compañero Wheeler Yuta quien había derrotado a Daniel Gracia para recuperar el Campeonato Puro de ROH.
En Supercard of Honor el 31 de marzo de 2023, Castagnoli defendió con éxito el campeonato contra Eddie Kingston en el evento principal.

### New Japan Pro-Wrestling (2023-presente)
Castagnoli hizo su debut para New Japan Pro-Wrestling (NJPW) en el evento Dominion 6.4 in Osaka-jo Hall el 4 de junio de 2023, formando equipo con Jon Moxley y Shota Umino enfrentándose a Kazuchika Okada, Hiroshi Tanahashi y Tomohiro Ishii en una lucha por equipos de seis por el Campeonato en Parejas de Peso Abierto 6-Man NEVER, aunque salieron derrotados.

### Consejo Mundial de Lucha Libre (2024)
Castagnoli tuvo participación en el  Grand Prix 2024 del CMLL, resultando vencedor al derrotar en la final a Volador. Jr.

## Estilo y personaje en la lucha libre profesional
Castagnoli utiliza el Gotch Neutralizer (un golpe de estera invertida de vientre hacia atrás) y un very European uppercut (uppercut europeo emergente) como movimientos finales. También usa el Cesaro swing (un columpio gigante), aunque con menos frecuencia. Una gran parte del estilo de lucha de Castagnoli proviene de su fuerza, que exhibió al cargar a los luchadores más pesados, como The Great Khali, Brodus Clay y Big Show, que pesan más de 100 libras que él. Su habilidad técnica también es notable, utilizando el Sharpshooter, el cual había adoptado del excompañero de equipo Tyson Kidd, como un movimiento distintivo desde 2015. Durante una entrevista en 2013, citó a Bruno Sammartino, Bob Backlund, Dave Finlay, Dave Taylor, William Regal y Karl Gotch como sus influencias.

## Vida personal
Desde 2015, Castagnoli vive en Orlando, Florida. Además de su nativo alemán suizo, habla inglés, francés, alemán e italiano. Es un famoso aficionado al café y disfruta de la cocina, después de haber dirigido un blog y un canal de YouTube llamado Claudio's Café en sus tiempos anteriores a la WWE. También le gusta viajar, es un amante de los animales, y es fanático de películas como la franquicia de James Bond (el cual incorporaría en su gimmick a partir de 2016) y Star Wars. Castagnoli se enorgullece de mantener altos valores personales y presentarse como un profesional, tanto en su vida personal como laboral.
Destacado por su excepcional fuerza y afirmando que es "100% natural", Castagnoli describe su régimen de entrenamiento como "una especie de mezcla", con especial énfasis en CrossFit y variaciones de levantamiento de pesas olímpico. Afirmó que continuamente intenta aprender nuevas formas de entrenamiento para seguir mejorando.
Castagnoli y su excompañero de equipo Tyson Kidd revelaron que, a pesar de haber sido emparejados por la WWE sin su aportación, posteriormente se hicieron amigos muy cercanos en la vida real.

## Otros medios
Castagnoli hizo una breve aparición en la película de drama de lucha libre The Wrestler en 2008. Apareció regularmente en la serie web de WWE The JBL y Cole Show hasta su cancelación en junio de 2015. También ha hecho breves apariciones en el show de E!, Total Divas.
Castagnoli, como Antonio Cesaro y luego como Cesaro, hizo su debut en los videojuegos en WWE '13 como personaje descargable, y desde entonces ha aparecido en WWE 2K14, WWE 2K15, WWE 2K16, WWE 2K17, WWE 2K18, WWE 2K19.

## Campeonatos y logros
- All Elite Wrestling
  - AEW World Trios Championship  (1 vez) - con Wheeler Yuta y PAC
- Westside Xtreme Wrestling
  - wXw Unified World Wrestling Championship (2 veces)
  - wXw Tag Team Championship (3 times) – con Ares[368]

- CHIKARA Pro.
  - Chikara Campeonatos de Parejas (2 veces) – con Chris Hero (1) y Ares (1)
  - King of Trios (2010) - con Ares y Tursas
  - Torneo Cibernético (2007).
  - Tag World Grand Prix (2005) - con Arik Cannon
  - Tag World Grand Prix (2006) - con Chris Hero.

- Consejo Mundial de Lucha Libre
  - Gran Prix internacional del CMLL (2024)
- Revolution Pro Wrestling/RPW
  - RPW British Tag Team Championship (1 vez) - con Ares

- Combat Zone Wrestling/CZW
  - CZW World Tag Team Championship (2 veces) – con Chris Hero.

- Pro Wrestling Guerrilla/PWG
  - PWG World Championship (1 vez)

- Ring of Honor/ROH
  - ROH World Championship (2 veces)
  - ROH World Tag Team Championship (2 veces) – con Chris Hero

- World Wrestling Entertainment/WWE
  - WWE United States Championship (1 vez)
  - Raw Tag Team Championship (5 veces) - con Tyson Kidd (1), Sheamus (4)
  - SmackDown Tag Team Championship (2 veces) – con Sheamus (1), Shinsuke Nakamura (1)
  - André the Giant Memorial Trophy  (Primer Ganador)
  - Slammy Award (1 vez)[369]
    - Best John Cena U.S. Open Challenge (2015)[202]

  - WWE Year–End Award (1 vez)
    - Best Tag Team (2018) – con Sheamus[370]

- Pro Wrestling Illustrated
  - Situado en el Nº331 en los PWI 500 de 2005[371]
  - Situado en el Nº211 en los PWI 500 de 2006[372]
  - Situado en el Nº67 en los PWI 500 de 2007[373]
  - Situado en el Nº52 en los PWI 500 de 2008[374]
  - Situado en el Nº67 en los PWI 500 de 2009[375]
  - Situado en el Nº80 en los PWI 500 de 2010[376]
  - Situado en el Nº44 en los PWI 500 de 2011[377]
  - Situado en el Nº111 en los PWI 500 de 2012[378]
  - Situado en el Nº18 en los PWI 500 de 2013[379]
  - Situado en el Nº13 en los PWI 500 de 2014[380]
  - Situado en el Nº41 en los PWI 500 de 2015[381]
  - Situado en el Nº55 en los PWI 500 de 2016[382]
  - Situado en el N°54 en los PWI 500 de 2017[383]
  - Situado en el Nº37 en los PWI 500 de 2018[384]
  - Situado en el N°74 en los PWI 500 de 2019[385]
  - Situado en el N°127 en los PWI 500 de 2020[386]
  - Situado en el N°32 en los PWI 500 de 2021[387]
  - Situado en el N°191 en los PWI 500 de 2022[388]
  - Situado en el N°12 en los PWI 500 de 2023[389]

- Wrestling Observer Newsletter
  - WON Pareja del año - 2010, con Chris Hero[390]
  - WON Mas Infravalorado (2013)[391]
  - WON Mas Infravalorado (2014)
  - WON Mas Infravalorado (2015)
  - WON Mas Infravalorado (2016)
  - Lucha 5 estrellas (2023) con Jon Moxley, Bryan Danielson & Wheeler Yuta vs. The Elite (Kenny Omega, "Hangman" Adam Page, Matt Jackson & Nick Jackson) en Double or Nothing el 28 de mayo
  - Lucha 5 estrellas (2023) con Jon Moxley & Shota Umino vs. CHAOS (Kazuchika Okada & Tomohiro Ishii) & Hiroshi Tanahashi en Dominion 6.4 el 9 de junio.
  - Lucha 5 estrellas (2025) Death Riders & The Young Bucks vs Swerve Strickland, Kenny Omega, The Opps (Samoa Joe, Powerhouse Hobbs & Katsuyori Shibata) Willow Nightingale en Double or Nothing (2025) el 25 de mayo